# Auferstehungskirche (Herne-Wanne)

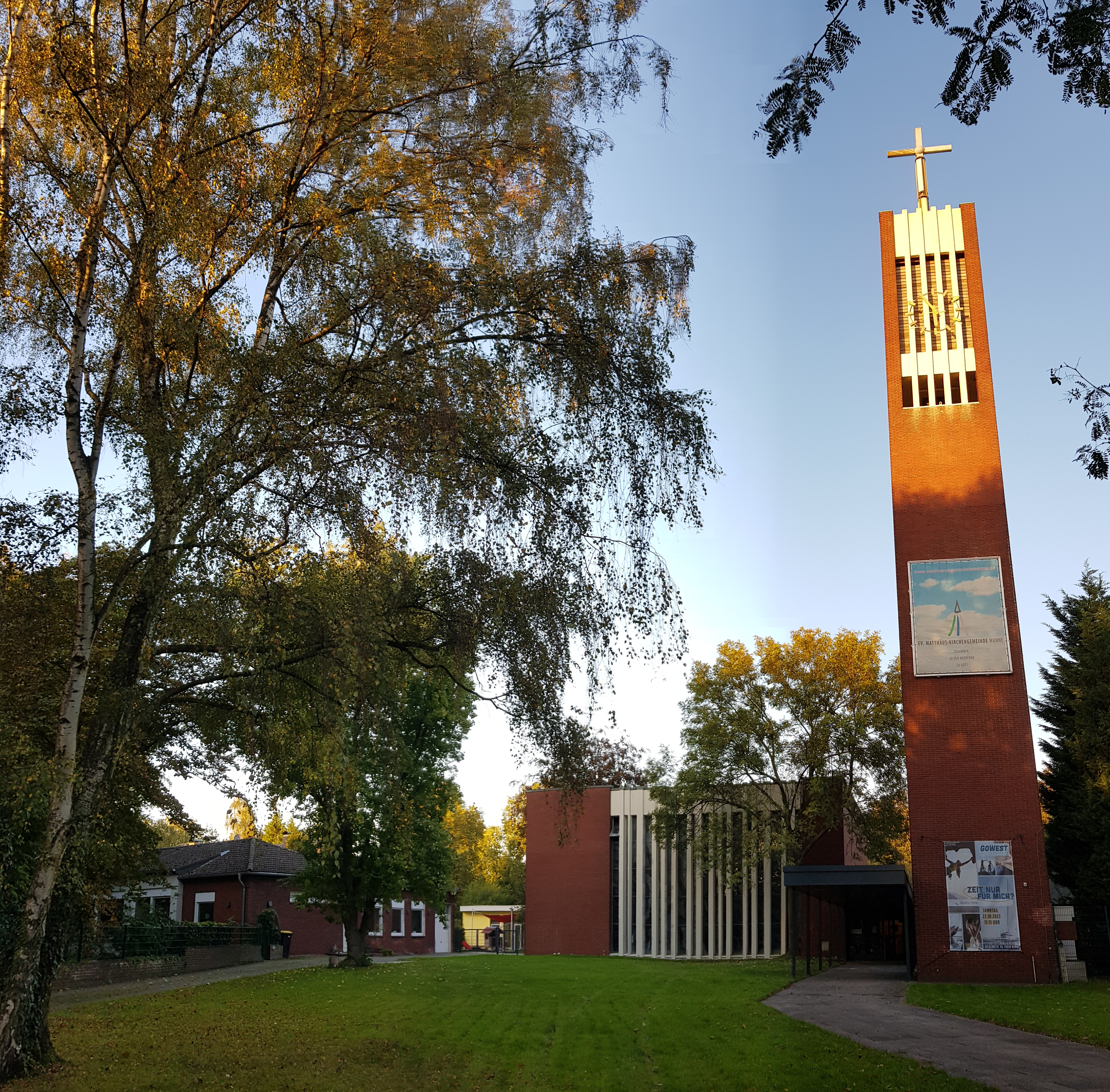
Auferstehungskirche in Herne

Die Auferstehungskirche in Herne ist eine evangelische Kirche im Stadtbezirk Bickern im Westen von Herne-Wanne in Nordrhein-Westfalen. Sie ist eine Gemeindekirche des Bezirks Wanne der Evangelischen Kirchengemeinde Wanne-Eickel im Kirchenkreis Herne der Evangelischen Kirche von Westfalen. Die Kirche ist seit 2010 zusammen mit den Gemeinderäumen aus den Baujahren 1963 und 1964, dem Glockenturm, dem offenen Säulengang und dem Pfarrhaus sowie den Ausstattungsstücken denkmalgeschützt.

## Geschichte
Vom 16. bis zur Mitte des 19. Jahrhunderts gehörten die evangelischen Einwohner Bickerns zur Kirchengemeinde Eickel. Mitte des 19. Jahrhunderts wuchs die Einwohnerzahl Bickerns von 362 auf über 2500. Mit dem Beginn des Bevölkerungswachstums in Bickern fanden in der alten Schule zu Bickern (Viktoriaschule) Bibelstunden statt. Nachdem die Mitgliederzahl der Kirchengemeinde Eickel im Jahre 1884 auf fast 9000 Mitglieder angestiegen war, stieß die 1889/1890 abgebrochene Kirche am Eickeler Markt an Festtagen an ihre Kapazitätsgrenzen. Am 21. Februar 1883 beantragten 65 evangelische Christen aus Bickern gegenüber dem Presbyterium Eickel die Gründung einer eigenen Kirchengemeinde für Bickern. Der daraufhin ergangene Vorschlag der Ältesten Overhof und Breiing sowie des Amtsmanns Major a. D. von Borries, die neu hervorgehende Gemeinde Bickern mit der bereits bestehenden Gemeinde Crange zu verbinden, wurde durch das Presbyterium Crange abgelehnt. Mit Erlass des Ministeriums für geistliche Angelegenheiten wurde unter Zustimmung des Evangelischen Oberkirchenrates zum 1. Oktober 1884 die selbständige Kirchengemeinde Bickern mit anfänglich 2668 Gemeindemitgliedern gegründet.
Die Kirchengemeinde Bickern verfügte zunächst weder über eine Kirche noch über einen eigenen Pfarrer. Räumliche Abhilfe schuf der an der damaligen Bahnhofstraße/Ecke Königstraße (heute Hauptstraße/Ecke Dürerstraße) gelegene Saal, den Engelbert Heitkamp, einer der damaligen Ältesten der Gemeinde, für jährlich 450 Reichsmark an die Gemeinde vermietete. Ab 1885 predigten dort zunächst die beiden Eickeler Pfarrer Daniels und Engeling. Pfarrer Engeling, der am 26. Januar 1885 vom Kirchenvorstand der Kirchengemeinde Bickern als Pfarrer gewählt worden war, lehnte die Wahl ab. Am 22. April 1885 wurde der aus Breckerfeld stammende Pfarrer Eduard Hellweg zum ersten Pfarrer der Kirchengemeinde Bickern gewählt.
Als erste Kirche wurde auf dem vom Kirchmeister Overhof geschenkten Grundstück am Dorneburger Mühlenbach an der Bahnhofstraße (heute Hauptstraße) die Christuskirche erbaut, deren Grundsteinlegung am 11. Juli 1886 erfolgte.   Nachdem der seit 1824 aus den Fluren Wanne, Riemker Mark und Bickern bestandene Ort „Bickern“ am 13. August 1897 in „Wanne“ umbenannt worden war, wurde 1902 auch der Name der Kirchengemeinde Bickern in „Kirchengemeinde Wanne“ geändert. Aus dieser neuen Großgemeinde wurde am 1. Juli 1915 die Kirchengemeinde Wanne-Süd abgespalten. Im Jahr 1905 stieg die Anzahl der Gemeindemitglieder auf 13.562 an. Durch das Wachstum der Gemeinde entstanden die Gemeindeteile Wanne-Mitte, Wanne-Nord und Wanne-West. Für den Gemeindeteil Wanne-Nord wurde in der Zeit vom 14. Juli 1907 (Grundsteinlegung) bis zum 8. Dezember 1908 (Tag der Einweihung) die Lutherkirche auf der Unser-Fritz-Straße 24 in Herne errichtet. Der Gemeindeteil Wanne-West (Bickern) war weiterhin auf die Christuskirche angewiesen.
Nach Ende des Zweiten Weltkrieges erfuhr der damalige Stadtteil Bickern durch verstärkte Zuwanderung einen erheblichen Zuwachs an evangelischen Einwohnern, wodurch die Nachfrage nach einem eigenen Kirchengebäude anstieg. 1949 erhielt der Gemeindeteil Wanne-West (Bickern) mit dem aus Kirchende (heutiges Ende, Herdecke) stammenden Pastor Kurt Brandt einen eigenen Pfarrer. Dieser initiierte den Bau eines provisorischen eigenen Gemeindehauses an der Gelsenkircher Straße 73 in Herne als „Notkirche“ mit Kindergarten, das 1954 fertiggestellt wurde. Die Bauplanung übernahm der Zechenbaumeister Entrop.
Pastor Kurt Brandt wurde durch Pastor Götze abgelöst. Durch den Zustrom von Flüchtlingen und Heimatvertriebenen und die Zuwanderung zahlreicher Arbeitskräfte, insbesondere für den Bergbau der Schachtanlage Pluto Wilhelm der Gelsenkirchener Bergwerks AG, wuchs der Gemeindeteil Wanne-West stetig. Deshalb bot der Gemeindesaal an der Gelsenkircher Straße nicht mehr ausreichend Kapazitäten. Der Bedarf nach einer neuen Kirche für den Stadtteil Wanne-West wurde sichtbar. 1954 übernahm Pfarrer Paul Herbers die seelsorgerische Betreuung. Nachdem sich die Kirchengemeinde Wanne im Jahre 1959 in die eigenständigen Kirchengemeinden Wanne-Mitte und Wanne-Nord aufgespalten hatte, wurde Wanne-West zum 1. Januar 1961 durch die Initiative einiger Gemeindemitglieder mit rund 4000 Gemeindemitgliedern zur selbständigen Kirchengemeinde.

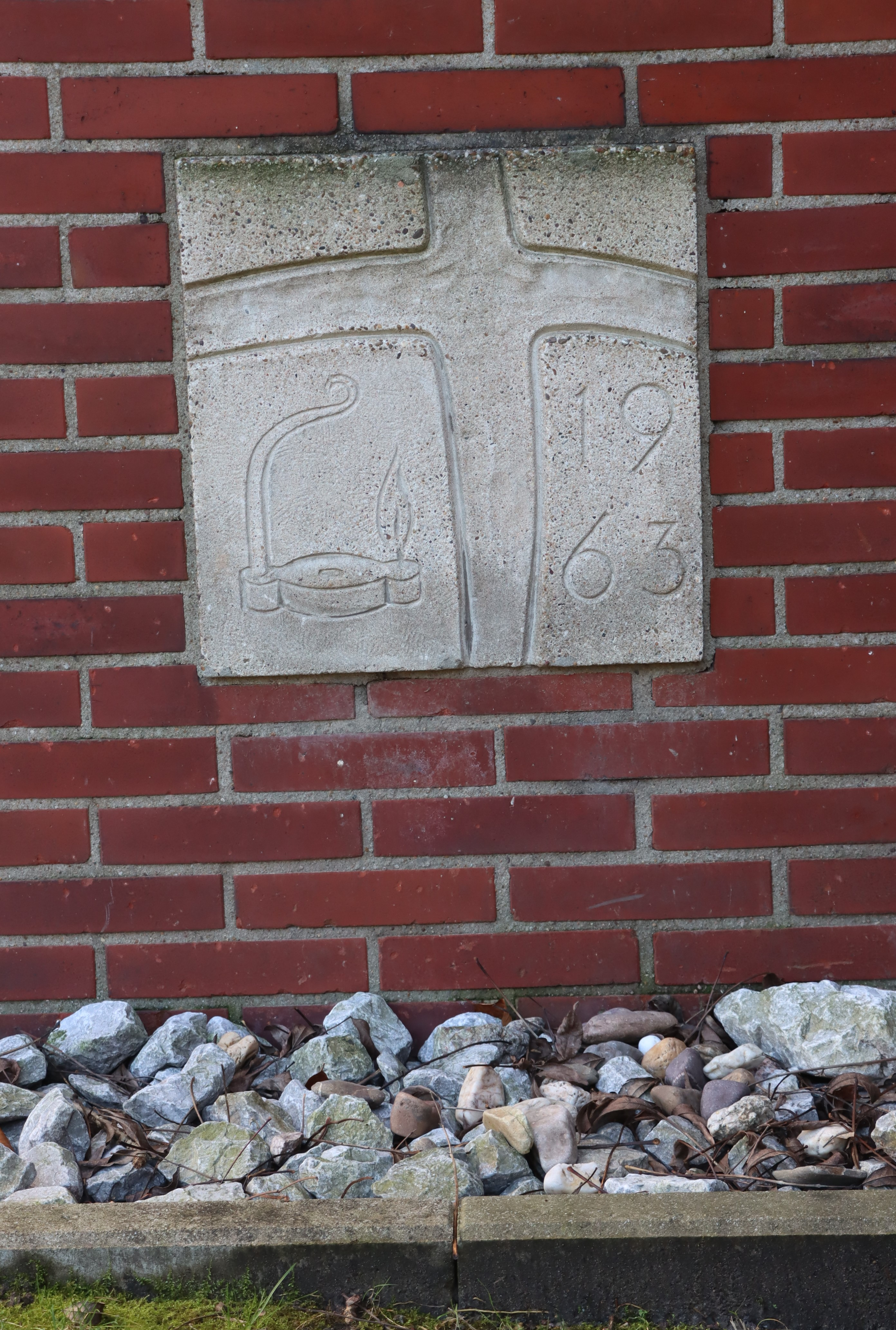
Grundstein aus dem Jahre 1963

Die Einführung des ersten eigenständigen Presbyteriums der Kirchengemeinde Wanne-West fand am 23. Juli 1961 statt. Pfarrer Herbers setzte sich dafür ein, dass die neu hervorgegangene Kirchengemeinde Wanne-West ein modernes Gemeindezentrum erhielt. Seine von ihm vorgeschlagene und durchgeführte Kirchbauwerksammlung ermöglichte es, 1964 die Auferstehungskirche zu erbauen. Für diese legte er am 29. September 1963 den Grundstein, der sich links neben dem Haupteingang der Kirche befindet und neben dem Jahr des Baubeginns 1963 ein Kreuz und eine Öllampe als eine Anspielung auf das Gleichnis von den klugen und törichten Jungfrauen zeigt. Zusammen mit dem damaligen Vizepräsidenten der Evangelische Kirche von Westfalen Hans Thimme weihte Pfarrer Herbers die Kirche am 1. Advent 1964 (29. November) ein. Auf Wunsch der Kirchengemeinde sollte die neue Kirche „Auferstehungskirche“ heißen. In der damaligen Stadt Wanne-Eickel belegt sie den Willen zu modernen Bauformen der Nachkriegszeit, umgesetzt durch den Architekten Friedrich Wilhelm Kölsche. Der bebaute Platz auf dem Grundstück Bickernstraße 46, in Herne ist als städtebaulich wirkungsvolle Lage der Kirche gewählt worden. Die Baukosten von 1,5 Millionen Mark wurden im Wesentlichen durch Spenden, insb. von Pfarrer Herbers, finanziert.
Die Gemeinderäume an der Gelsenkircher Straße blieben vorerst weiterhin für das Gemeindeleben erhalten. Im Jahre 1967 legte Paul Herbers das Pfarramt nieder. Nachfolger war Pastor Dietrich Erdmann, der am 1. November 1967 im Rahmen seiner Hilfspredigertätigkeit zunächst vorläufig eingewiesen wurde und am 30. März 1969 durch den Superintendenten des Kirchenkreises Herne fest in sein Amt eingeführt wurde. Damals zählte die Großstadt-Kirchengemeinde Wanne-West 4.500 Gemeindemitglieder. Zu dieser Zeit prägte eine außerordentliche Bevölkerungsbewegung die Kirchengemeinde in Wanne-West als „Bergarbeitergemeinde“.
Große Besorgnis in der Kirchengemeinde erregte die im Jahre 1969 angekündigte Zechenstilllegung. Nachdem Pfarrer Erdmann die Kirchengemeinde am 1. September 1972 verließ, betreute nach einem kurzen Aufenthalt von Vikar Peters ab November 1972 der damalige Vikar Andreas Wellmer die Kirchengemeinde Wanne-West. Im Mai 1973 wurde er in der Gemeinde zum Hilfsprediger bestellt und am 21. April 1974 in der Stephanuskirche in Holsterhausen ordiniert. Am Sonntag, den 8. Dezember 1974, wurde er durch Synodalassessor Röber in der Evangelischen Kirchengemeinde Wanne-West eingeführt. Damals hatte die Kirchengemeinde Wanne-West 4.900 Gemeindemitglieder. Ab dem 1. Oktober 1984 leistete der spätere Gemeindepfarrer Kurt Blecher sein Vikariat in der Kirchengemeinde, in der er anschließend als Pastor im Hilfsdienst arbeitete und in der er am 6. September 1987 (Festgottesdienst am 11. September 1988) in sein Amt als Nachfolger von Pfarrer Andreas Wellmer eingeführt wurde.

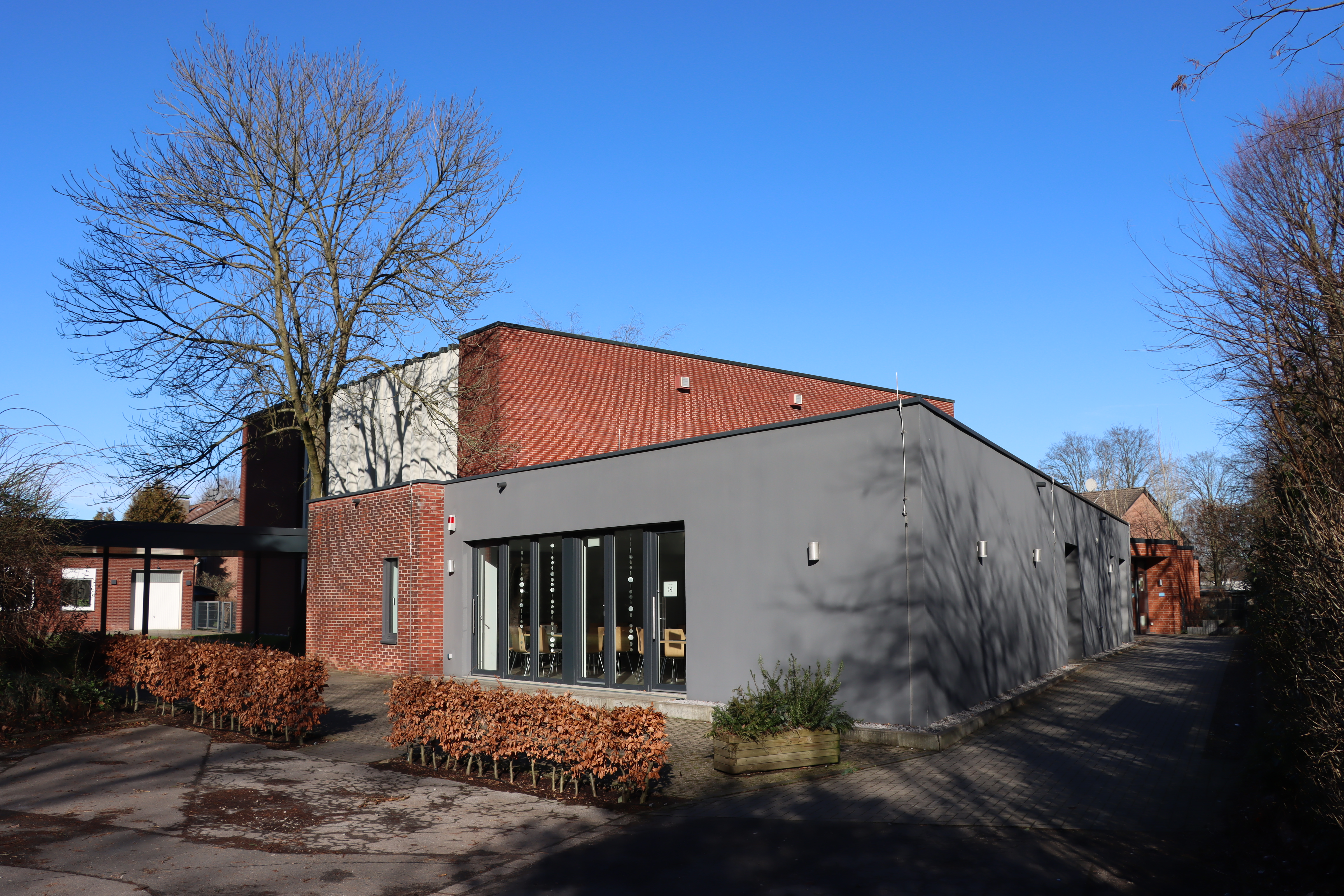
Gemeindezentrum

Am 13. August 1984 wurde durch die Firma Heitkamp unter Leitung des Architekten Rainer Weyers mit dem Bau eines neuen Gemeindezentrums unmittelbar neben der Kirche begonnen. Die voraussichtlichen Kosten in Höhe von 700.000 DM trug die Gemeinde durch Grundstücksteilveräußerungen vollständig aus eigenen Mitteln. Das neue Gemeindezentrum, welches das alte Gemeindehaus auf der Gelsenkircher Straße ablösen sollte, umfasste neben einem Saal mehrere Gruppenräume für die Kinder-, Jugend- und Erwachsenenarbeit der Gemeinde, dazu eine Küche und Nebenräume. Nach der Fertigstellung wurde das alte Gemeindehaus auf der Gelsenkircher Straße weiterhin als Kindergarten der Gemeinde genutzt. Die Grundsteinlegung des neuen Gemeindezentrums fand am 23. September 1984 im Rahmen eines Festgottesdienstes statt. In den Grundstein ist eine Kupferkapsel eingemauert worden, in der neben einer Urkunde der am Bau Beteiligten eine Tageszeitung als Symbol für die Vergänglichkeit und eine von Pfarrer Wellmer signierte Bibel als Symbol für „das ewig existente Wort Gottes“ hineingelegt wurden. Am 18. August 1985 wurde das Gemeindehaus eingeweiht.
1986 wurden Bauschäden am Kirchturm festgestellt. Insbesondere im Bereich der Glockenstube lösten sich Betonteile, wodurch der Platz um den Kirchturm abgesperrt werden musste. Die Statik des Turms war von den Schäden nicht betroffen. Es folgte eine Sanierung. In der Zeit von Oktober 1991 bis Februar 2014 war Pfarrer Uwe Leising zunächst als Pfarrer im Entsendungsdienst, anschließend als Pfarrer zur Anstellung in der Kirchengemeinde Wanne-West tätig. Er wurde am 5. Juli 1992 in der Auferstehungskirche ordiniert. Am 23. Juni 1996 wurde das für die Jugendarbeit neu geschaffene Jugend-Café eröffnet. Am 12. Februar 1999 erhielt der Turm der Auferstehungskirche, der vom Architekten Friedrich Wilhelm Kölsche ohne krönendes Kreuz konstruiert worden war, erstmals ein Kreuz, das seitdem auch als Mobilfunkantenne dient. Dieses hat eine Höhe von 7 m und wiegt 1,1 t.
Im Rahmen der Neustrukturierung des Evangelischen Kirchenkreises Herne schlossen sich die ehemals selbständigen Kirchengemeinden Wanne-Mitte, Wanne-Süd und Wanne-West zum 1. Januar 2009 mit rund 7.300 Gemeindemitgliedern zur Evangelischen Matthäus-Kirchengemeinde Wanne zusammen. Namensgeber für die neue fusionierte Gemeinde war der Apostel Matthäus. Im Jahr 2019 wurden sämtliche evangelischen Kirchengemeinden in Wanne-Eickel zur Evangelischen Kirchengemeinde Wanne-Eickel mit den Bezirken Crange, Eickel, Holsterhausen, Röhlinghausen und Wanne zusammengeführt. Die Auferstehungskirche gehört seitdem gemeinsam mit der Zwölf-Apostel-Kirche zum Bezirk Wanne. Nach der Pensionierung von Pfarrer Kurt Blecher im Januar 2020 wurde der derzeit amtierende Hans-Paul Ullrich am 12. Januar 2020 mit Wirkung zum 1. Januar 2020 vom Superintendenten Reiner Rimkus in das Amt des Gemeindepfarrers eingeführt.

## Architektur
Die Kirche, die ältesten Gemeinderäume und das Pfarrhaus entstanden nach den Entwürfen des aus Dortmund stammenden, als Vertreter der Moderne geltenden Architekten Bauassessor Friedrich Wilhelm Kölsche unter Mitarbeit des Diplomingenieurs W. F. Quick. Die Gestaltung der Kirchenfenster übernahm der aus Maribor stammende Rudolf Vombek. In ihrer wenig hierarchischen, offenen Raumkonzeption (u. a. mit organischer, präsenter Einbeziehung der Musik, Orgel und Chor), der schlichten, modernen, geschlossenen Gestaltung und der Ausstattung als Gesamtkunstwerk (Kölsche, Kratz, Vombek) bildet die Auferstehungskirche einen typischen Kirchbau der 1960er Jahre. Er hebt sich aus der umgebenden Bebauung des Geländes als „Sonderform“ in prominenter Lage im Stadtbezirk Bickern hervor. Die Baugruppe befindet sich auf einem großzügigen Grundstück und ist leicht erhöht nördlich der Bickernstraße gelegen. Ihr Architekt Friedrich Wilhelm Kölsche schuf in den 1950er und 1960er Jahren eine Reihe von Kirchenneubauten in Westfalen, häufig in Kooperation mit dem Bildhauer Max Kratz und verschiedenen Glaskünstlern. Die ursprüngliche, für das Gebäude der Auferstehungskirche konzipierte Ausstattung (vom Grundstein bis zum Wandrelief, raumprägende Verglasung in freier Komposition) sind bis heute vollständig erhalten.

### Kirchenschiff und Turm

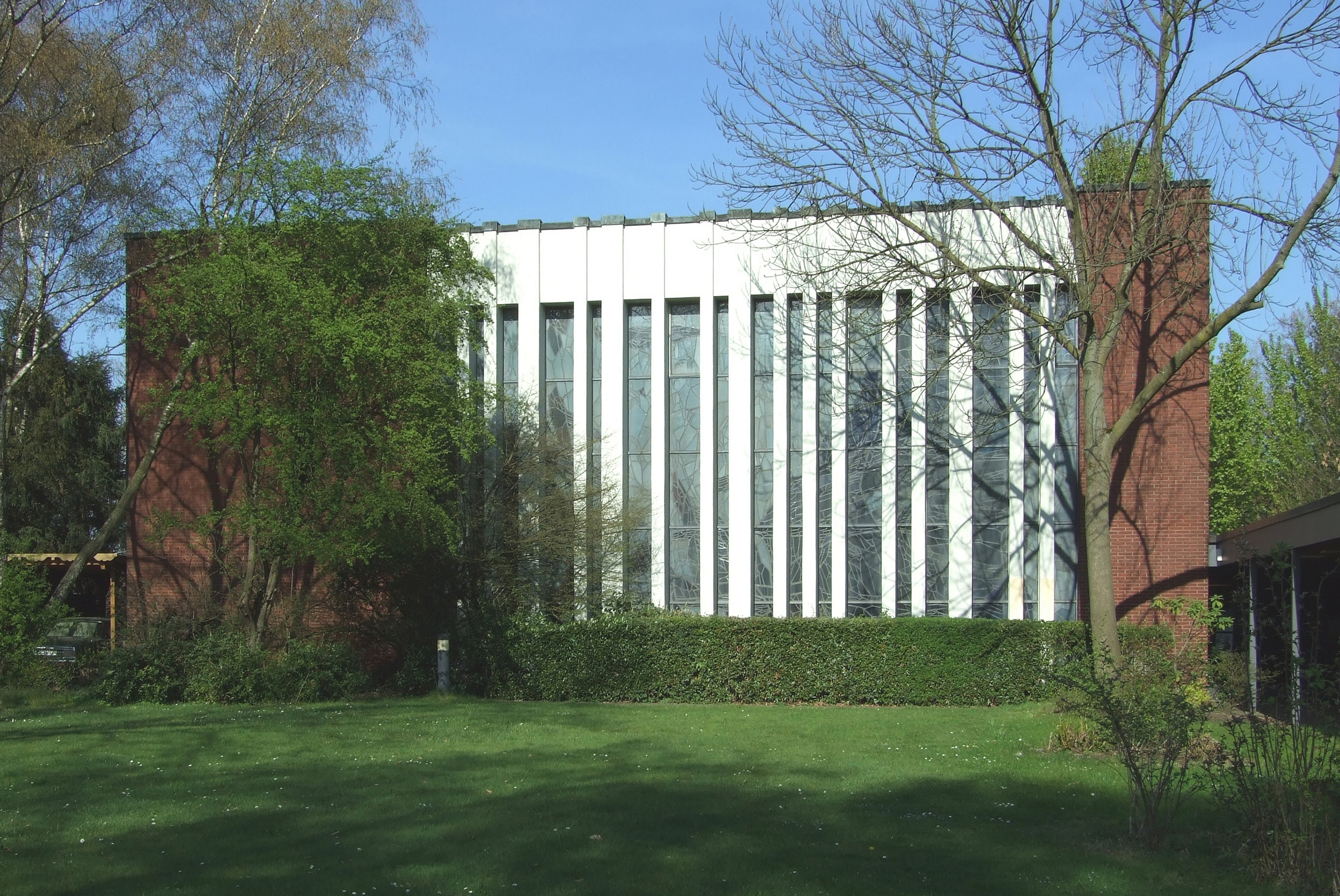
Kirchenschiff
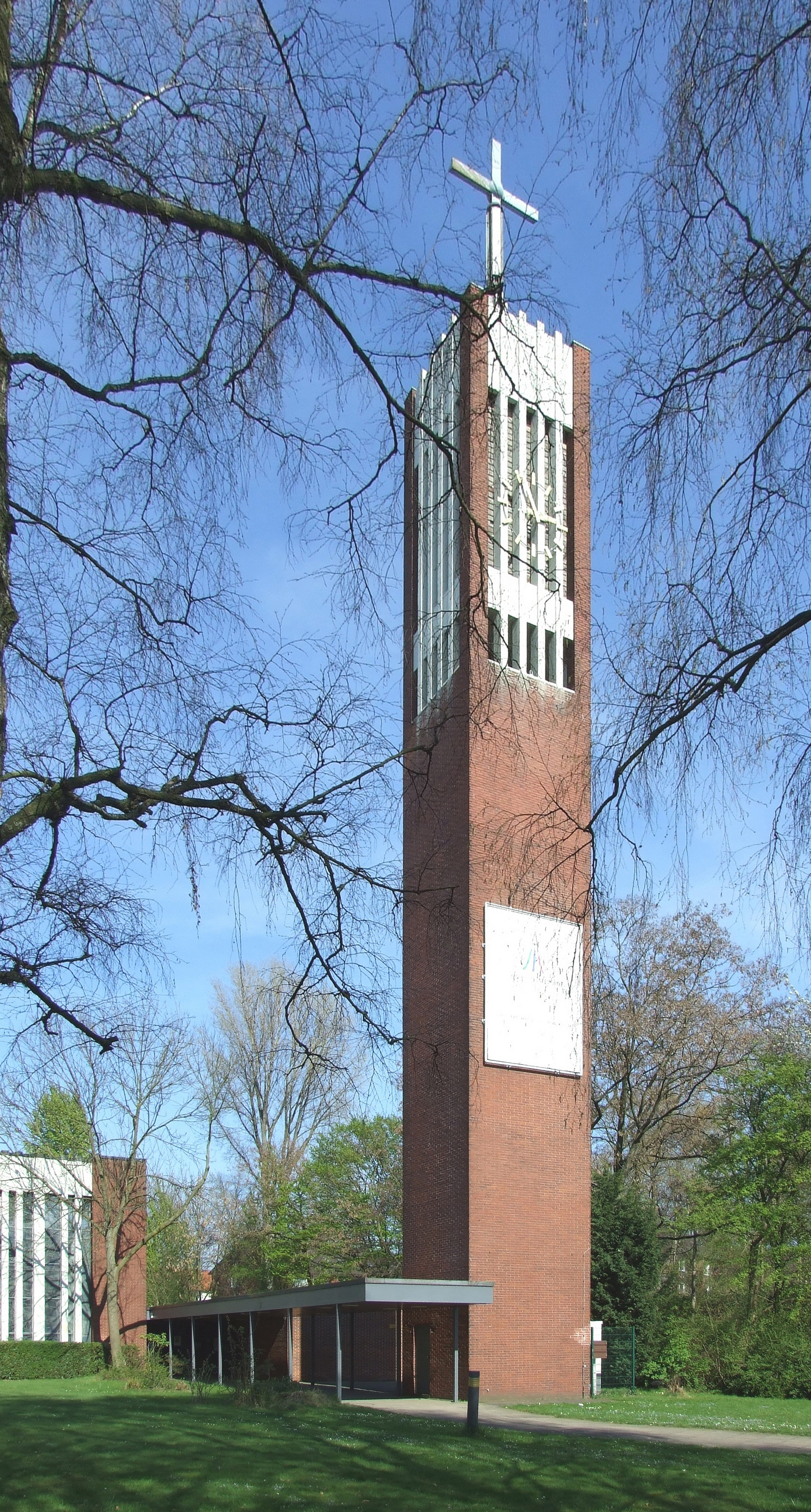
Turm

Charakteristisch für die Architektonik der Auferstehungskirche ist ihre quadratische Form, gestaltet als stützenfreier Zentralbau mit flachgeneigtem Dach und Ziegelverkleidung. Die Konstruktion besteht aus einem Stahlbetonskelett, das mit Gitterziegeln ausgefüllt und von außen mit roten sowie von innen mit grauen Klinkersteinen verblendet ist.
Der 29,65 m hohe freistehende Soloturm mit flachem Abschluss ist südöstlich vom kubisch flachgedeckten Kirchgebäude gelegen. Er ist mit dem Haupteingang der Kirche durch einen offenen Säulengang verbunden. Der Turm verfügt über eine quadratische Grundfläche, besteht aus Ziegelmauerwerk und ist mit Klinker verblendet. Der Glockenturm ist durch Beton- und Schallgitter abgesetzt und mit der Kirchturmuhr aus metallenen Ziffernelementen sowie einem Kreuz versehen.

### Innenraum

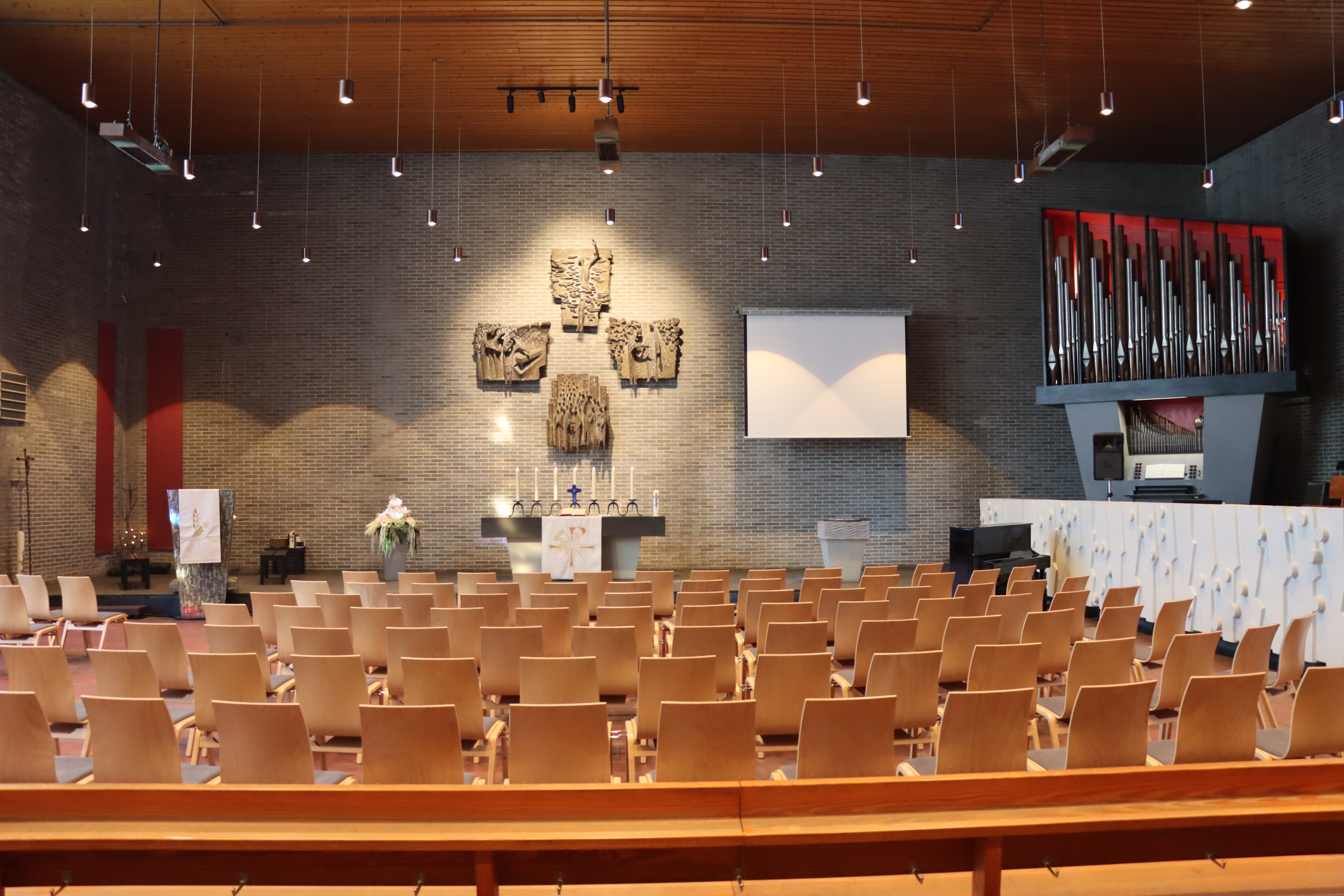
Innenansicht Kirchraum

Das Kirchenschiff bietet Sitzplätze für 308 Personen. Hinzu kommen 120 Sitzplätze auf der nordöstlich gelegenen halbhohen Empore. Sie ist durch wenige Treppenstufen vom Kirchraum aus zu betreten und von diesem durch eine vom Bildhauer Max Kratz gestaltete Brüstungswand aus Beton getrennt, die den Ebenenunterschied zwischen Empore und Hauptkirchraum verdeckt bzw. nahezu aufhebt. Dort befindet sich auch die Orgel.
Der Innenraum der Kirche verfügt über eine flache Holzdecke. Der Altarraum ist nur um eine Stufe erhöht und ansonsten vom übrigen Kirchraum nicht geschieden. Die Kirchenbänke bestehen genauso wie die beiden Portale, die vom Foyer in den Kirchraum führen, aus Carolinapine-Holz. Die Kirchenbänke werden nach und nach durch Stühle aus Buchenholz ersetzt.
Die Wandflächen des Kirchraumes werden durch eine großflächige kunstverglaste Wand an der Südwestseite und an der Gegenseite durch ein schmales als Oberlicht angeordnetes Fensterband als einzige Tageslichtquelle durchbrochen. Die kolorierte Fensterwand auf der Südwestseite wird von außen und innen durch weiße vertikale Betonstreben in unregelmäßigen Abständen rhythmisiert. Die Betonstreben weisen Parallelen zum Gitter des Turm-Glockengeschosses auf, welches jedoch aus regelmäßig angeordnete Betonstreben besteht.

### Nebengebäude und Pfarrhaus
Unmittelbar an die rechte, südöstliche Seitenwand angeführt befindet sich ein niedrigeres eingeschossiges Gebäude, dessen Eingang den Haupteingang zur Kirche bildet. In ihm befinden sich das Foyer sowie Gemeinderäume (ursprünglich Sakristei, Küsterraum, Presbyterraum und Gemeindebüro). Das Gebäude wurde gemeinsam mit der Kirche errichtet. In den Jahren 2016 und 2017 wurden an dieses Gebäude neue Gemeinderäumlichkeiten angebaut, da der Gemeindekindergarten am 27. November 2017 aus den Räumlichkeiten auf der Gelsenkircher Straße in das in den Jahren 1984 und 1985 erbaute Gemeindehaus umzog, weshalb neue Gemeinderäume erforderlich wurden. Das in den Jahren 1984 und 1985 nach der Planung des Architekten Rainer Weyers errichtete Gemeindehaus befindet sich rückwärtig auf der Nordseite der Kirche.
Bei dem Pfarrhaus handelt es sich um ein ursprünglich flach gedecktes Atriumhaus mit Ziegelverkleidung, das nicht nur als notwendige funktionale, sondern auch als gestalterische Ergänzung zur Kirche entworfen wurde. Das Pfarrhaus wurde 1961 seitlich vor der später errichteten Kirche gebaut. Es umfasst Wohnräume, Pfarrbüro und eine Garage, die sich um drei Seiten eines Atriums reihen. Die vierte Seite des Atriums ist nur durch eine haushohe Wand zum rückwärtigen Grünbereich geschlossen. Das Pfarrhaus besitzt wie die Kirche eine rote Ziegelverkleidung. An seiner Südwestseite weist es aber im Einklang mit der Kirchfassade einen hellen Sichtbetonrahmen mit großen Fenstern auf. 1986 wurde dem Flachdach ein niedriges Walmdach aufgesetzt. Insgesamt handelt es sich bei dem Pfarrhaus um ein opulentes und anspruchsvoll gestaltetes Beispiel des Bautyps. Es besteht ein konzeptioneller und gestalterischer Zusammenhang zwischen Kirche, Turm und Pfarrhaus.

## Kunstwerke
Die in der Kirche befindlichen Kunstwerke, bestehend aus der Orgel, dem Altar, dem Altarleuchter, dem Altarkreuz, vier Bronzereliefs mit dem Titel „Auferstehung“, der Kanzel, dem Taufstein und der skulpturalen Mauer vor der Empore, wurden durch den Bildhauer Max Kratz unter Mitwirkung des damals amtierenden Pfarrer Paul Herbers geschaffen und angefertigt. In allen von Max Kratz für die Auferstehungskirche geschaffenen Kunstwerken spiegeln sich die einzelnen „Ich-bin-Worte“ Jesu wider, wodurch sich eine einheitliche Gesamtkomposition der einzelnen Werke ergibt.

### Bronzereliefs „Auferstehung“
Zentral an der Altarrückwand befinden sich die vier zur Form eines Kreuzes angeordneten Bronzereliefs mit dem Titel „Auferstehung“, die die Namensgebung der Kirche gestalterisch umsetzen.
Das oberste der vier Reliefs zeigt den auferstandenen Christus. Dessen Figur ist umgeben von Wolken, welche der Illustration der Himmelfahrt Christi dienen. Die daneben dargestellten Nebelstreifen symbolisieren die Verherrlichung des auferstandenen Christus als Herr der Welt.
Links darunter ist das leere Grab des Auferstandenen abgebildet. Neben den drei Frauen Maria aus Magdala, Salome und Maria, die Mutter des Jakobus, als Zeuginnen der Auferstehung Jesu Christi ist eine weitere Figur dargestellt, die sich durch ein anders gemustertes Gewand von den drei dargestellten Frauen abhebt und den Engel aus dem Auferstehungsbericht verkörpert. Er zeigt ebenso wie eine der drei Frauen auf das leere Grab. Auch die Blicke der drei Frauen sind auf das leere Grab gerichtet.
Das rechte Relief illustriert die Begegnung des zweifelnden Jüngers Thomas mit dem auferstandenen Christus. Rechts im Relief befindet sich Jesus, der dem Jünger seine von Nägeln durchstochenen Hände hinhält. Aus der Nähe sind Narben auf den Händen der rechten Figur erkennbar. Thomas steht links daneben in geneigter Position. Seine Hand ist zu Jesu Hand ausgestreckt.
Das unterste Bronzerelief zeigt eine Menschenmenge als Darstellung der gen Himmel blickenden Gemeinde, die auf die Wiederkunft Jesu Christi wartet. Im Hintergrund der Menschenansammlung befinden sich Gebäude. Die zwei in der Mitte der ersten Reihe erkennbaren Figuren haben ihren Blick und ihre Arme zum Betrachtenden gerichtet und treten aus dem Bild hervor, was als eine Aufforderung des Reliefs an den Betrachtenden gedeutet werden soll, ebenfalls in die Gemeinschaft der Christen zu treten.

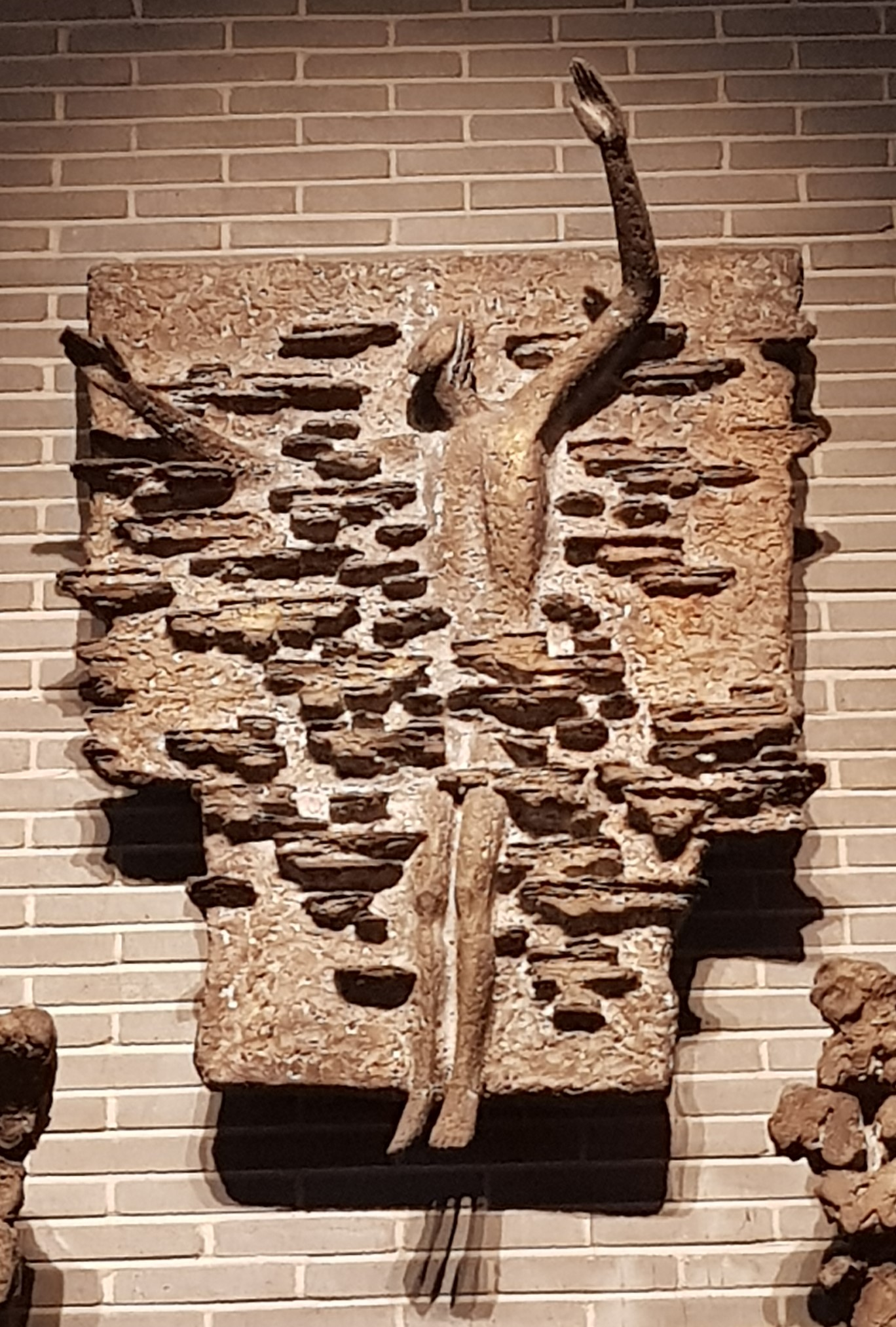
Oberstes Relief: Auferstandener Christus
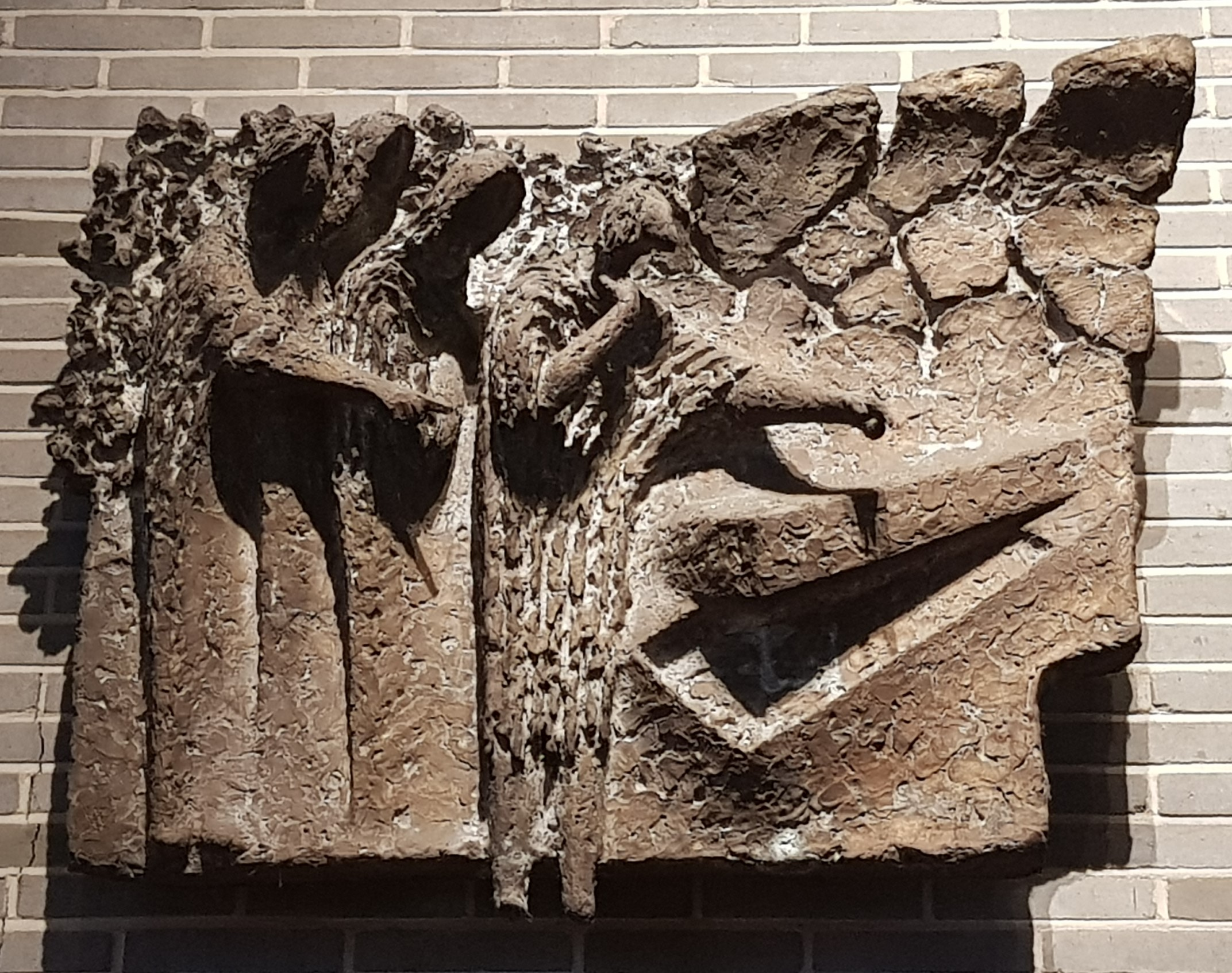
Linkes Relief: Das leere Grab
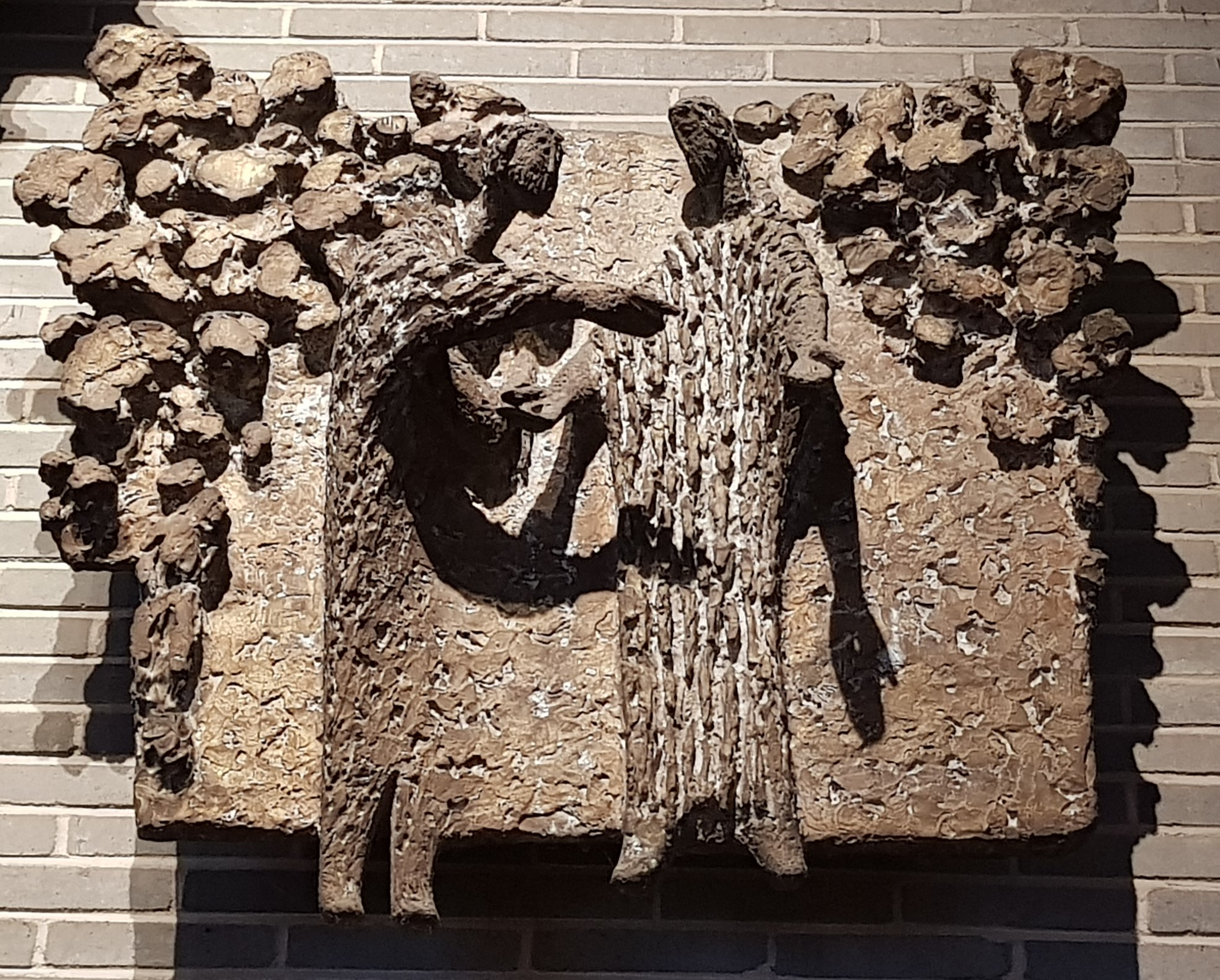
Rechtes Relief: Der zweifelnde Thomas
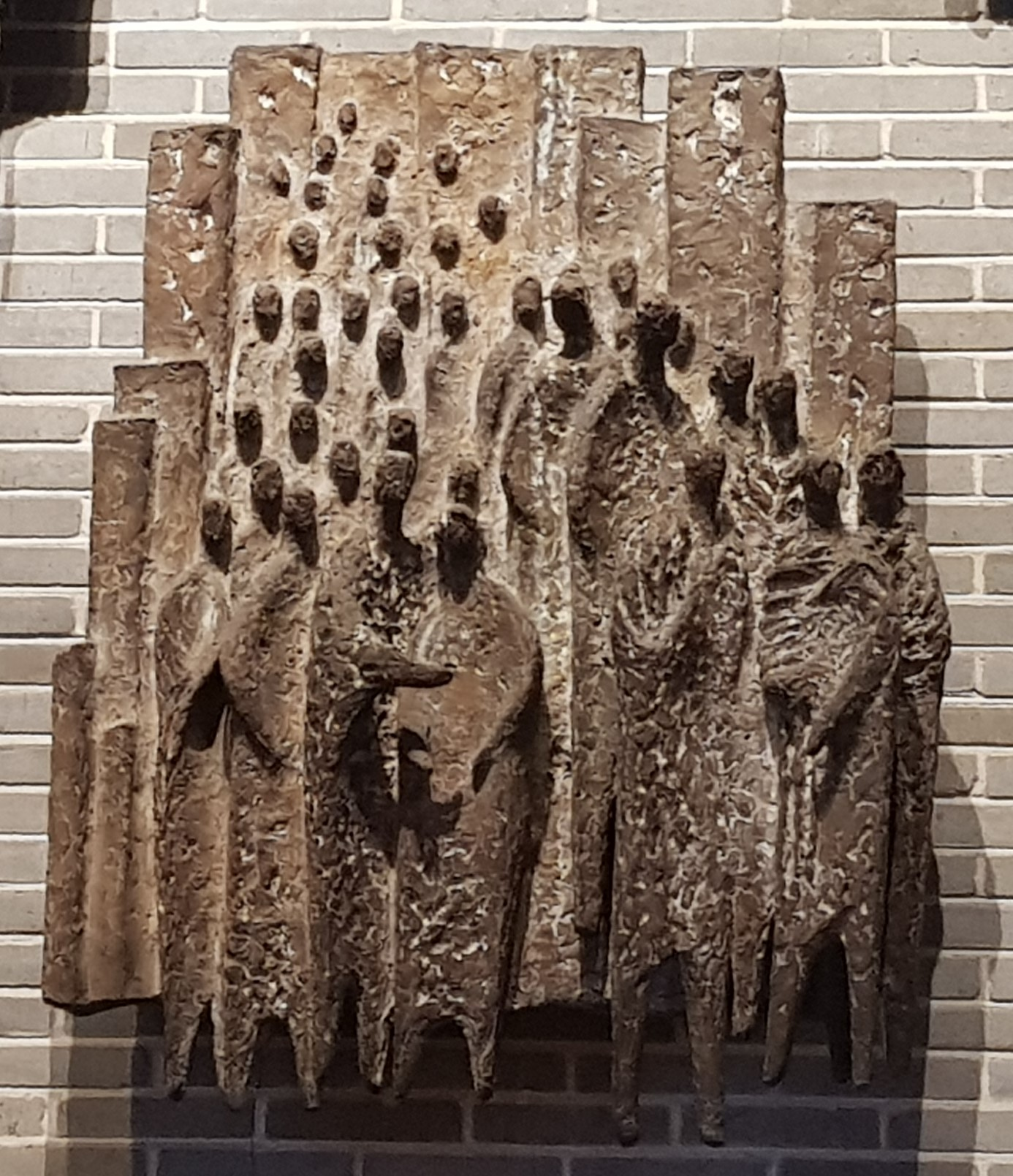
Unteres Relief: Hoffende Gemeinde
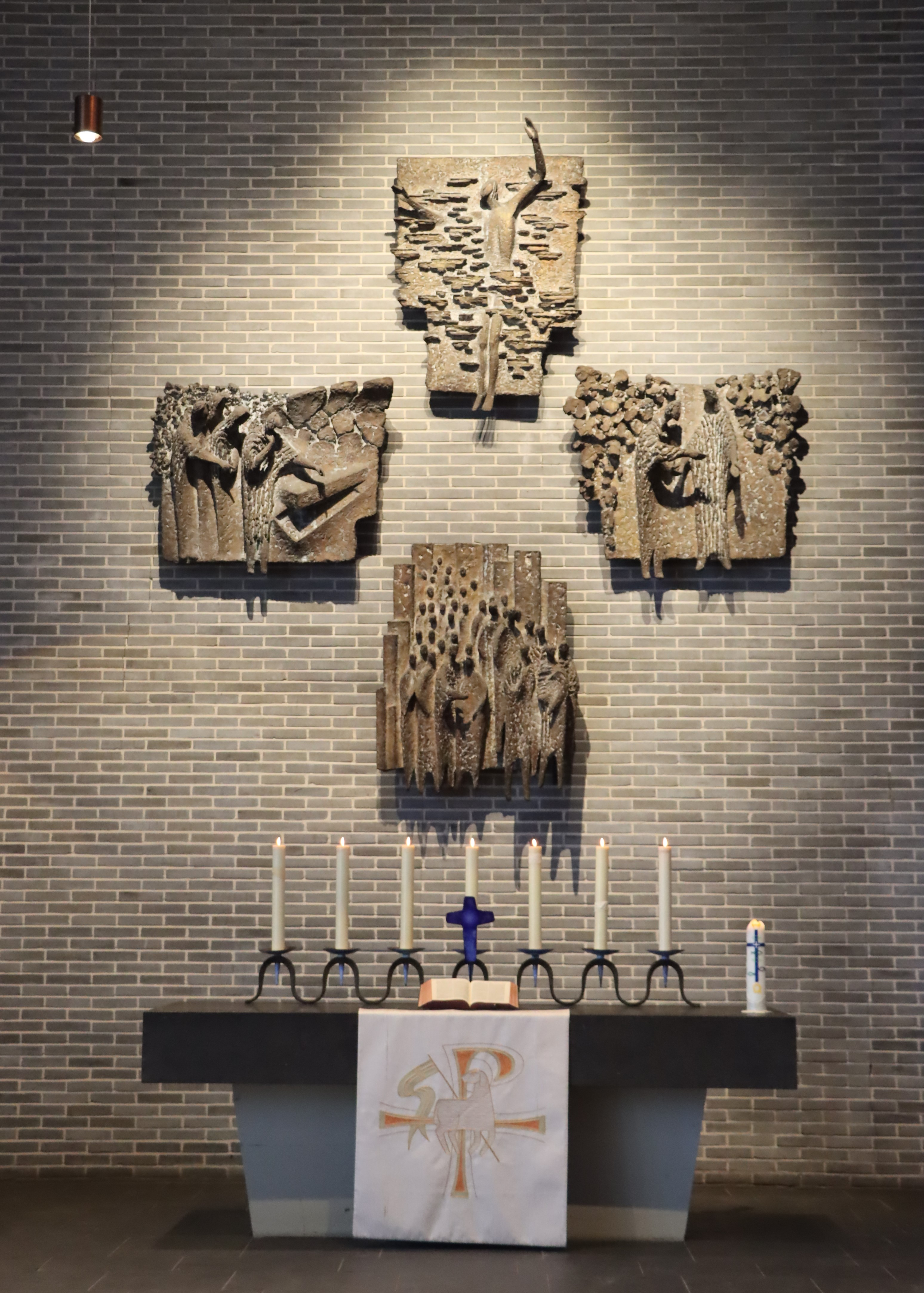
Bronzereliefs

### Altar

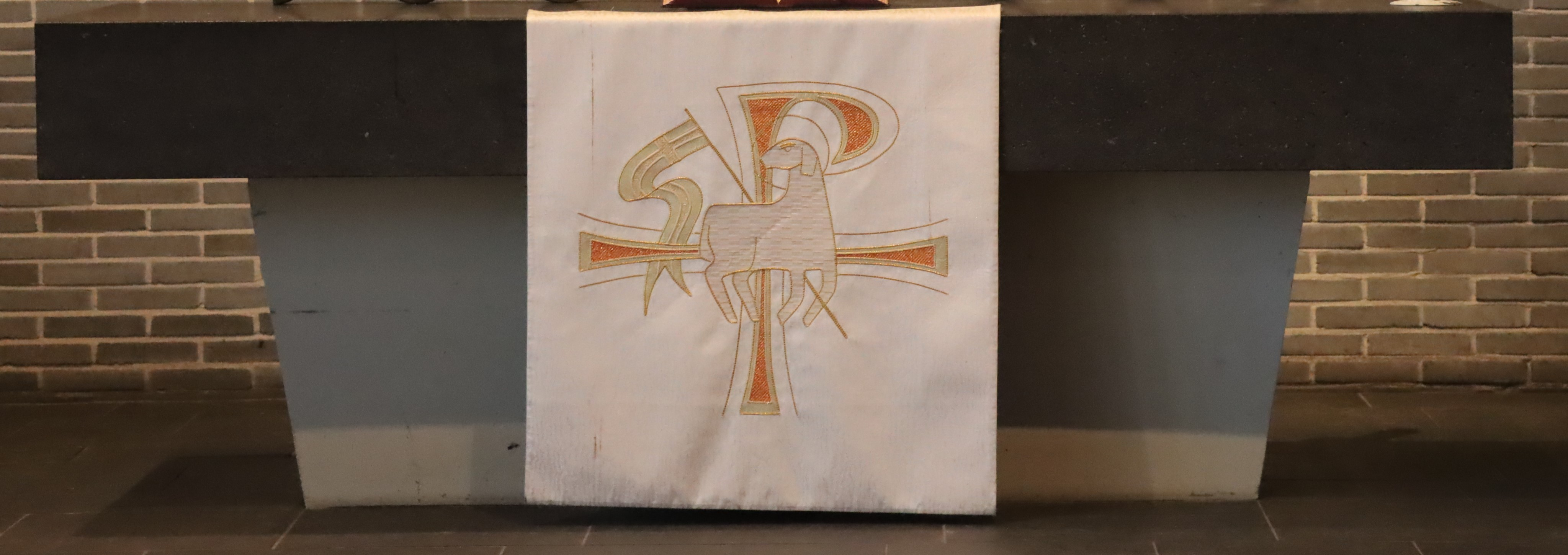
Altar

Der Altar ist in Massivbauweise errichtet. Der Stipes besteht aus glatt geformtem Beton in konischer rechteckiger Form. Die darüberliegende, den Stipes überragende mächtig wirkende Mensa ist rechteckig und aus dunkler Basaltlava gefertigt, die aus der Eifel stammt.

### Altarkreuz und Siebenarmiger Leuchter

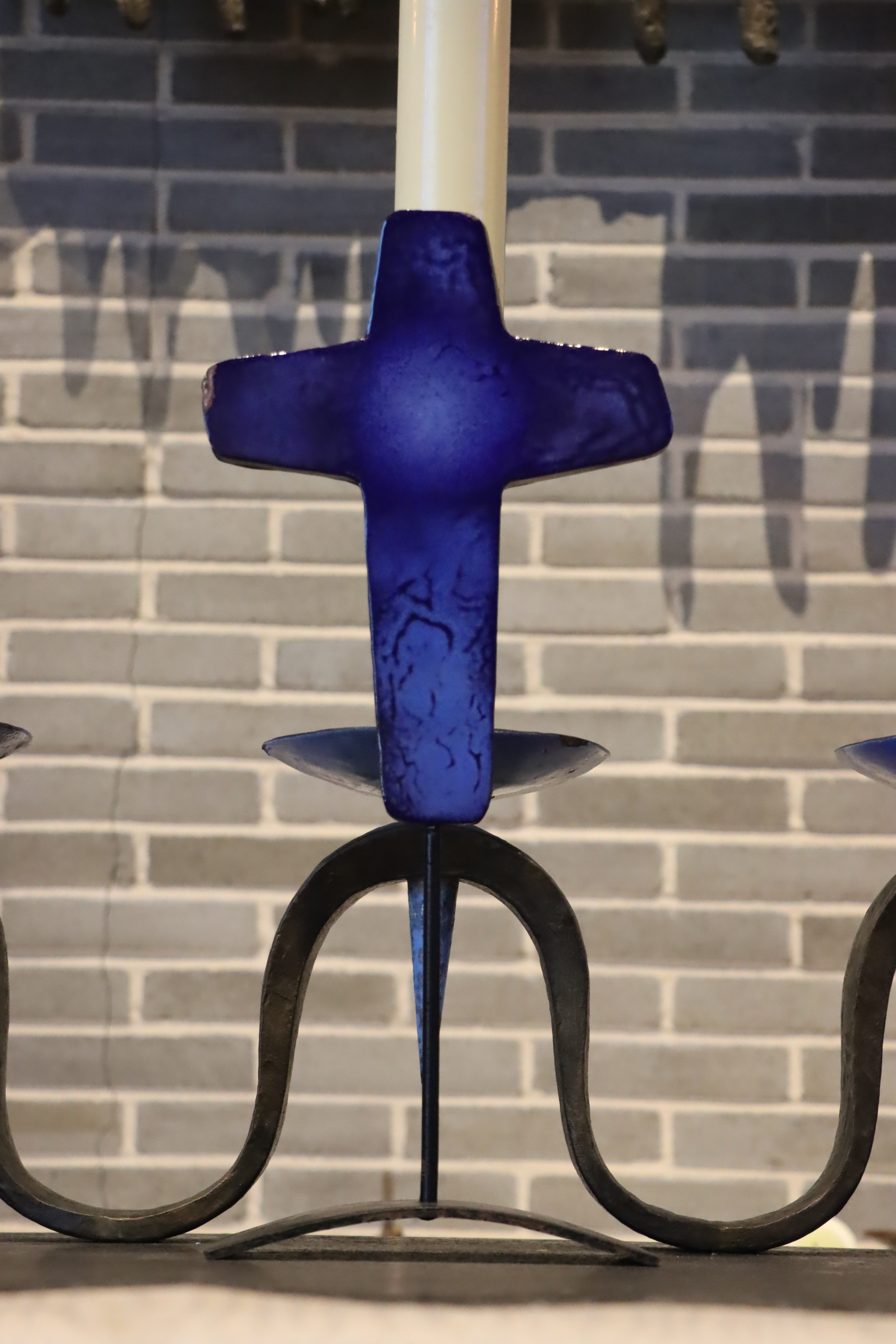
Altarkreuz, blaue Seite
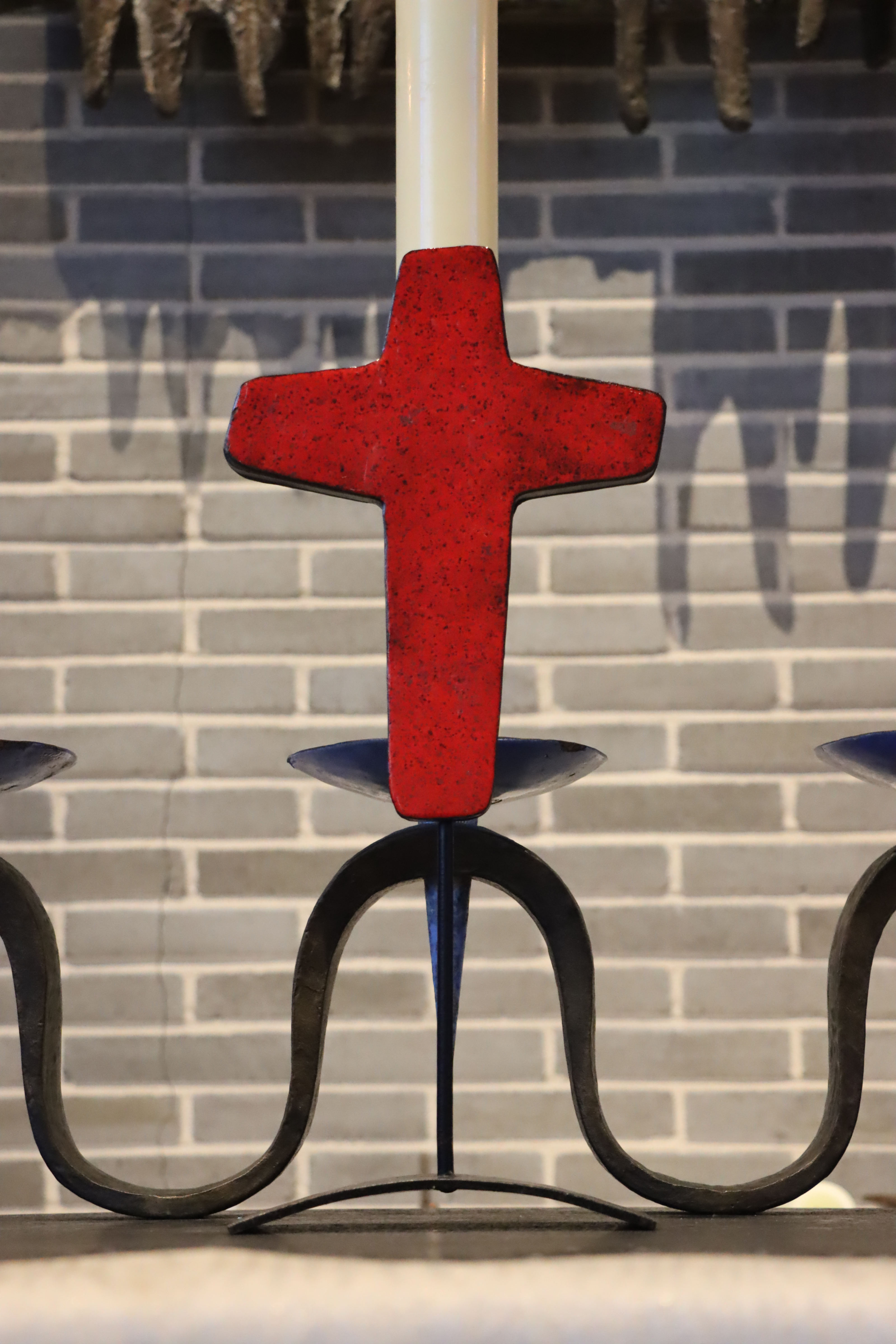
Altarkreuz, rote Seite
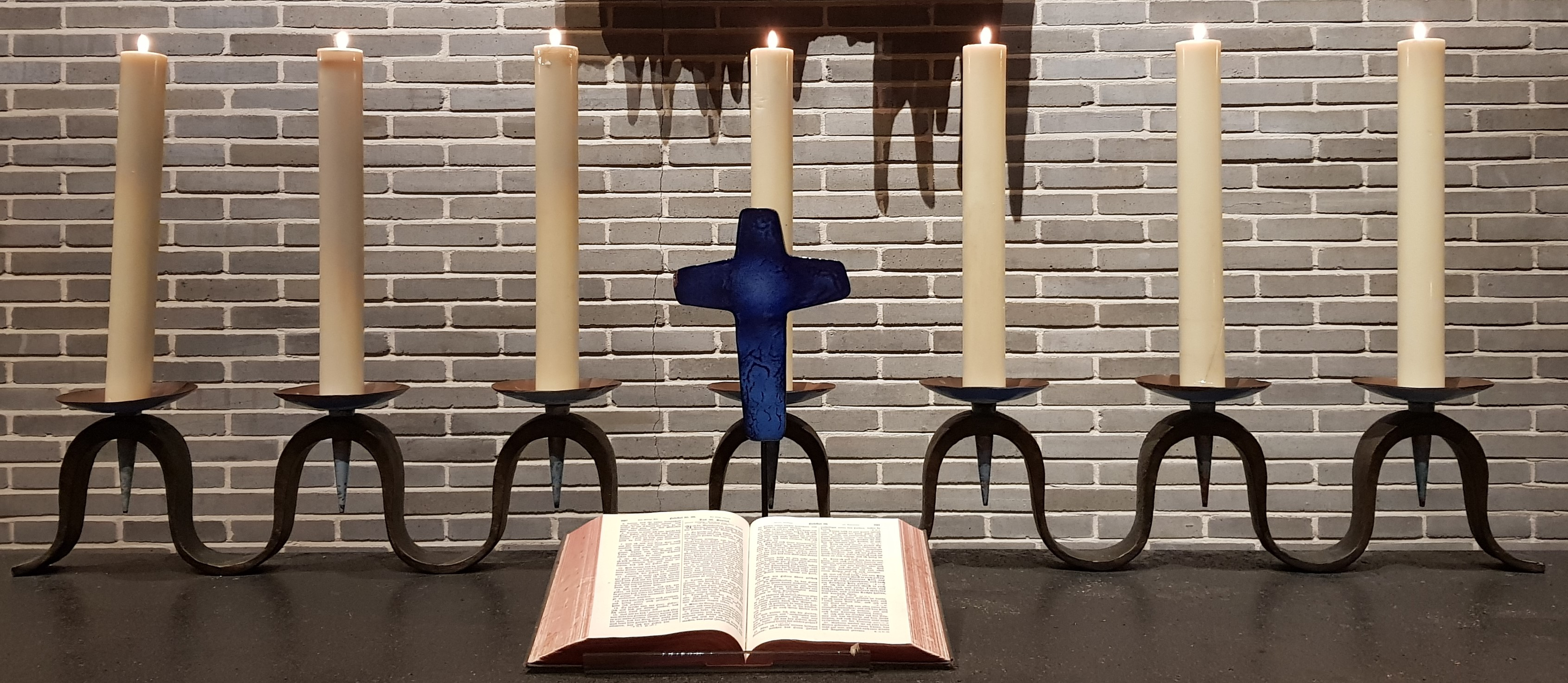
Siebenarmiger Altarleuchter

Das aus Eisen gefertigte und mit Emaille beschichtete Altarkreuz verfügt über zwei unterschiedlich gefärbte Seiten in roter und blauer Farbe. Die rote Farbe symbolisiert das Blut Jesu auf dessen Leidensweg nach Golgatha, während die blaue Farbe als Symbol für die Gegenwart Gottes anzusehen ist. Die rot gefärbte Seite des Altarkreuzes ist in den Gottesdiensten für die Gemeinde zu sehen, in denen das Abendmahl gefeiert wird. Für alle anderen Gottesdienste wird das Altarkreuz so aufgestellt, dass die blaue Seite für die Gemeinde sichtbar ist. Von dem Altarkreuz existieren zwei Ausfertigungen, wovon eine im Zentrum des Kreuzes eine helle Schattierung aufweist.
Der aus Bronze, Kupfer und Emaille gefertigte siebenarmige Altarleuchter spielt auf den siebenarmigen Leuchter (Menora) an. Die sieben Kerzen repräsentieren die sieben ersten christlichen Gemeinden Ephesus, Smyrna, Pergamon, Thyatira, Sardes, Philadelphia und Laodizea, an die sich der Verfasser der Offenbarung des Johannes mit seinen sieben Sendschreiben richtete. In der Passionszeit wird als Zeichen für das Leiden und Sterben Jesu jeden Freitag jeweils eine der sieben Kerzen gelöscht. Am Ostersonntag werden als Zeichen für das Licht der Auferstehung Jesu Christi alle sieben Kerzen wieder entzündet. Die Halterung des Leuchters ist siebenfach gewellt und mit konischen Keilen und runden, außen blau emaillierten Tropfschalen versehen.

### Altarbibel

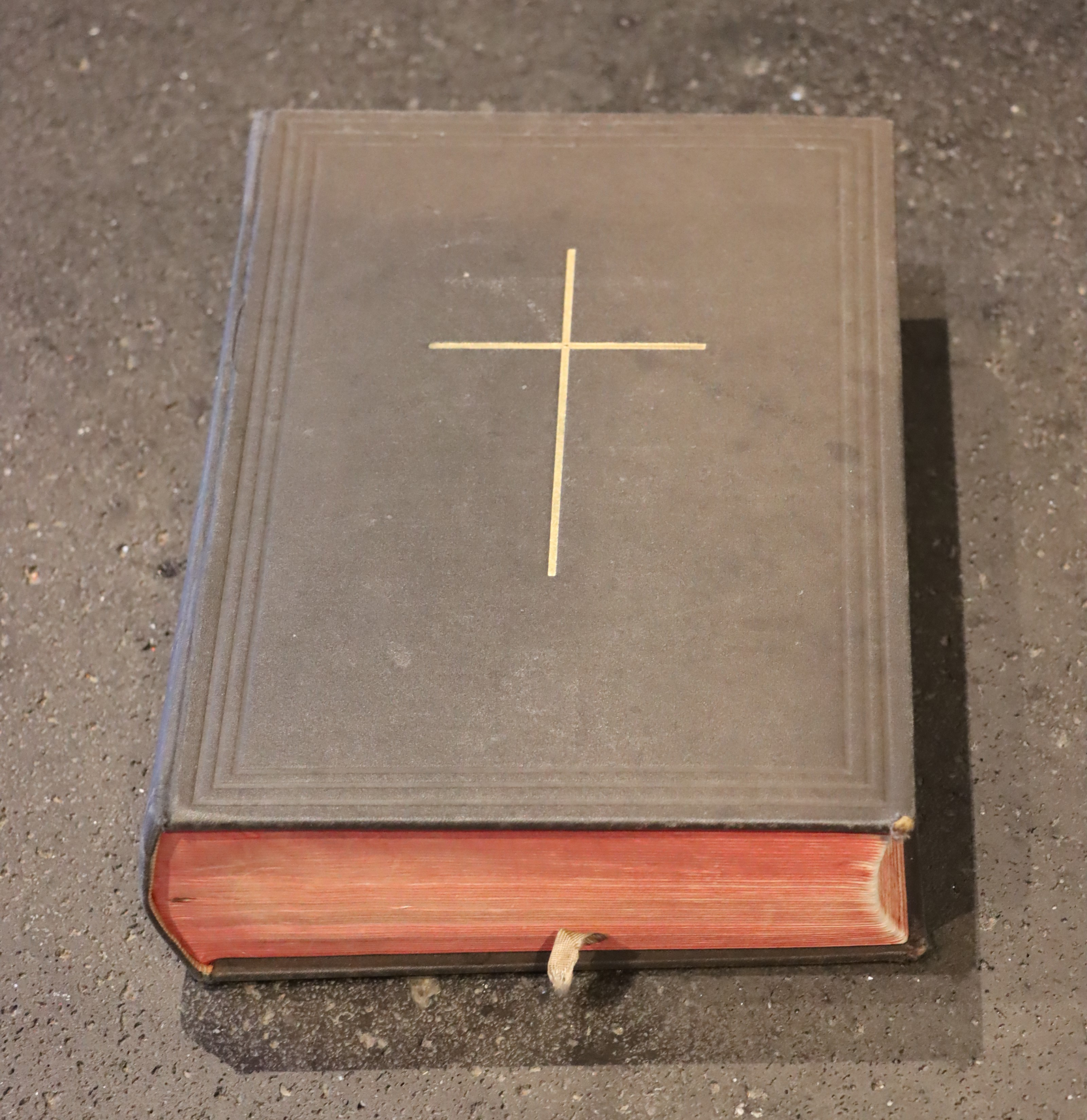
Einband
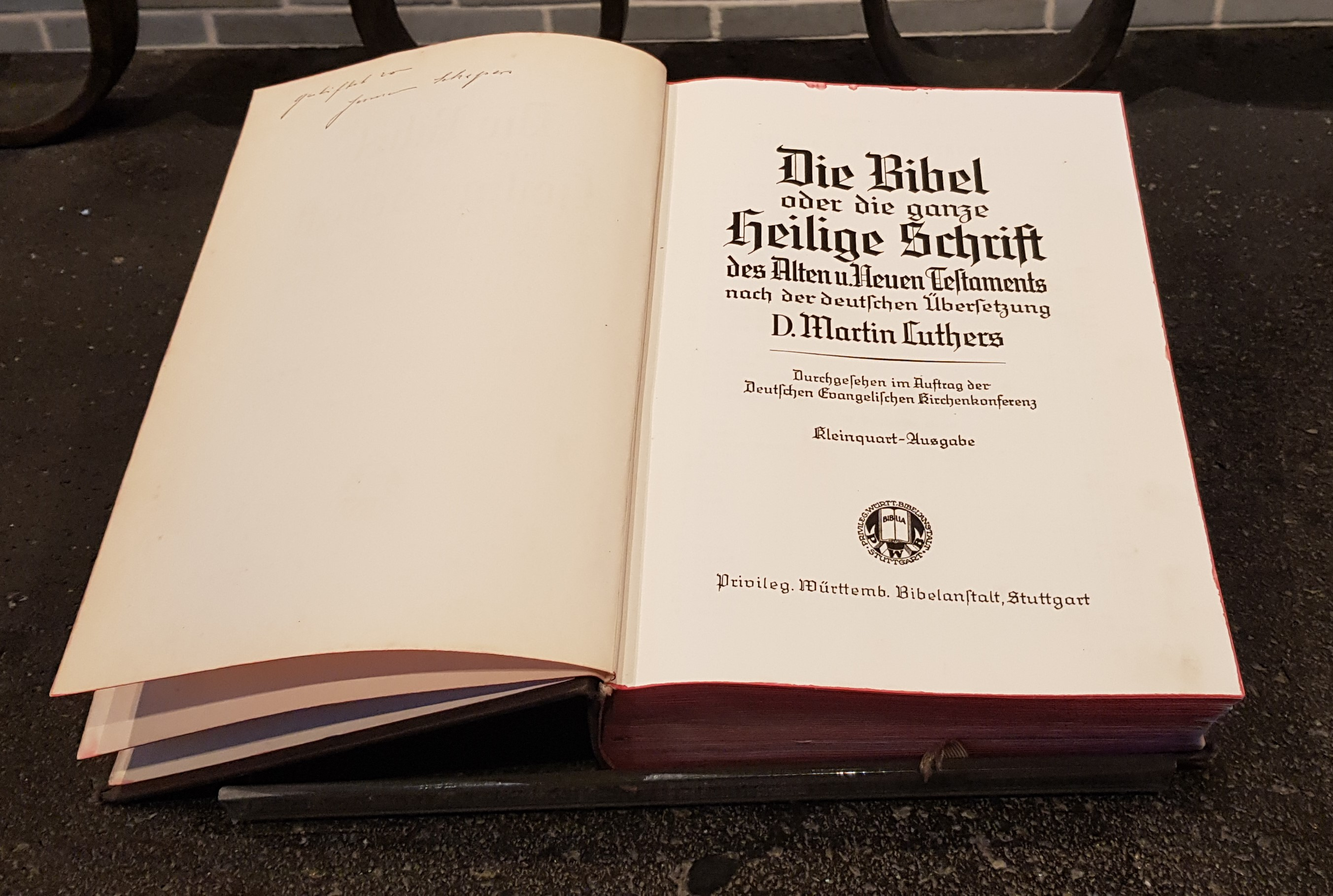
Titelblatt
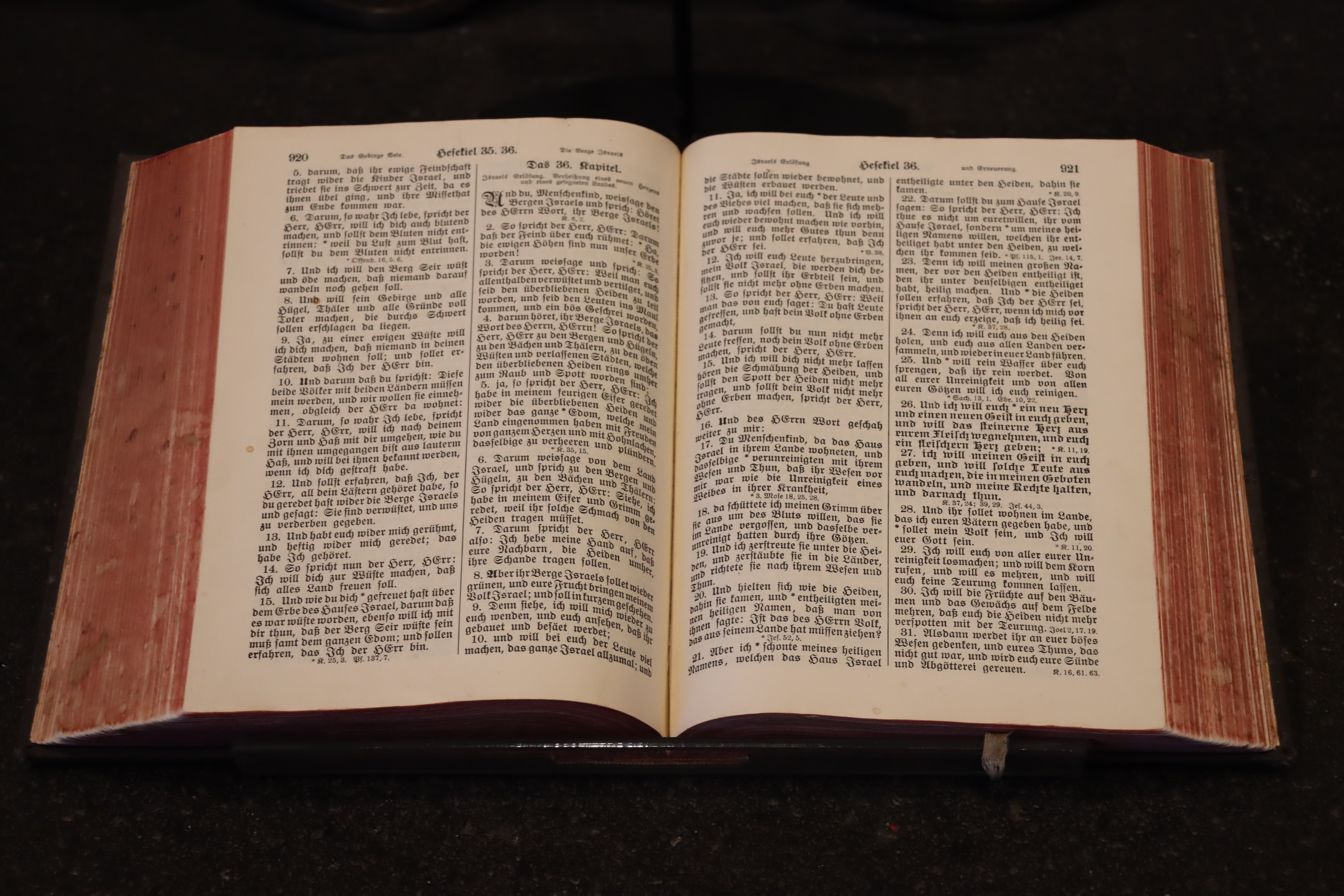
Blick in den Bibeltext

Die sich auf dem Altar befindliche Bibel ist 28 cm hoch, 20 cm breit und ca. 7,5 cm tief. Sie stammt aus der privilegierten Bibelanstalt Stuttgart. Die Bibel verfügt über einen schlichten schwarzen Ledereinband. Auf der Frontseite des Einbandes ist ein Kreuz abgebildet. Die schriftliche Widmung der Bibel auf dem Vorblatt beinhaltet den Psalm 103,1-2 .

### Kanzel, Taufstein und Taufschale

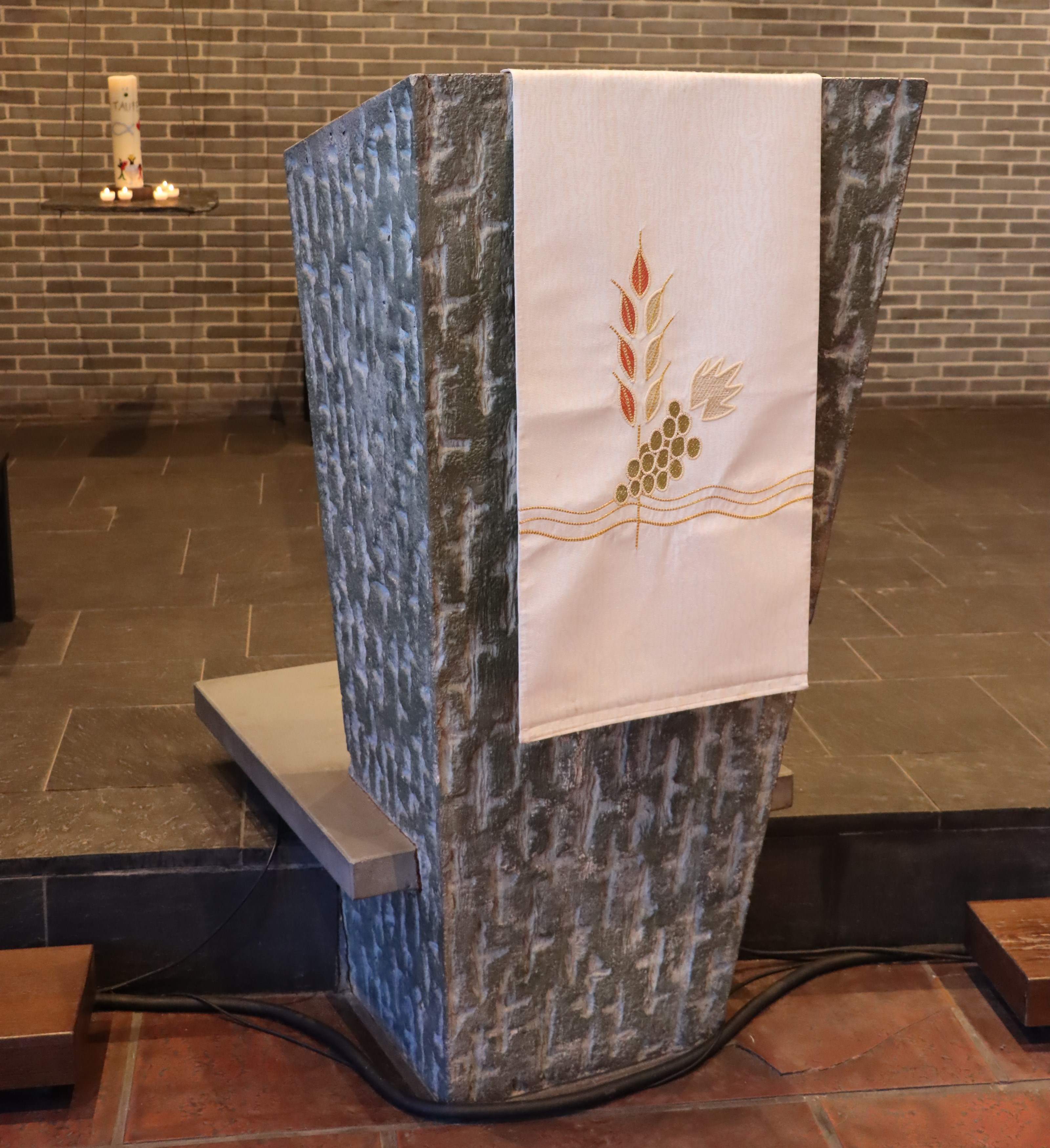
Kanzel
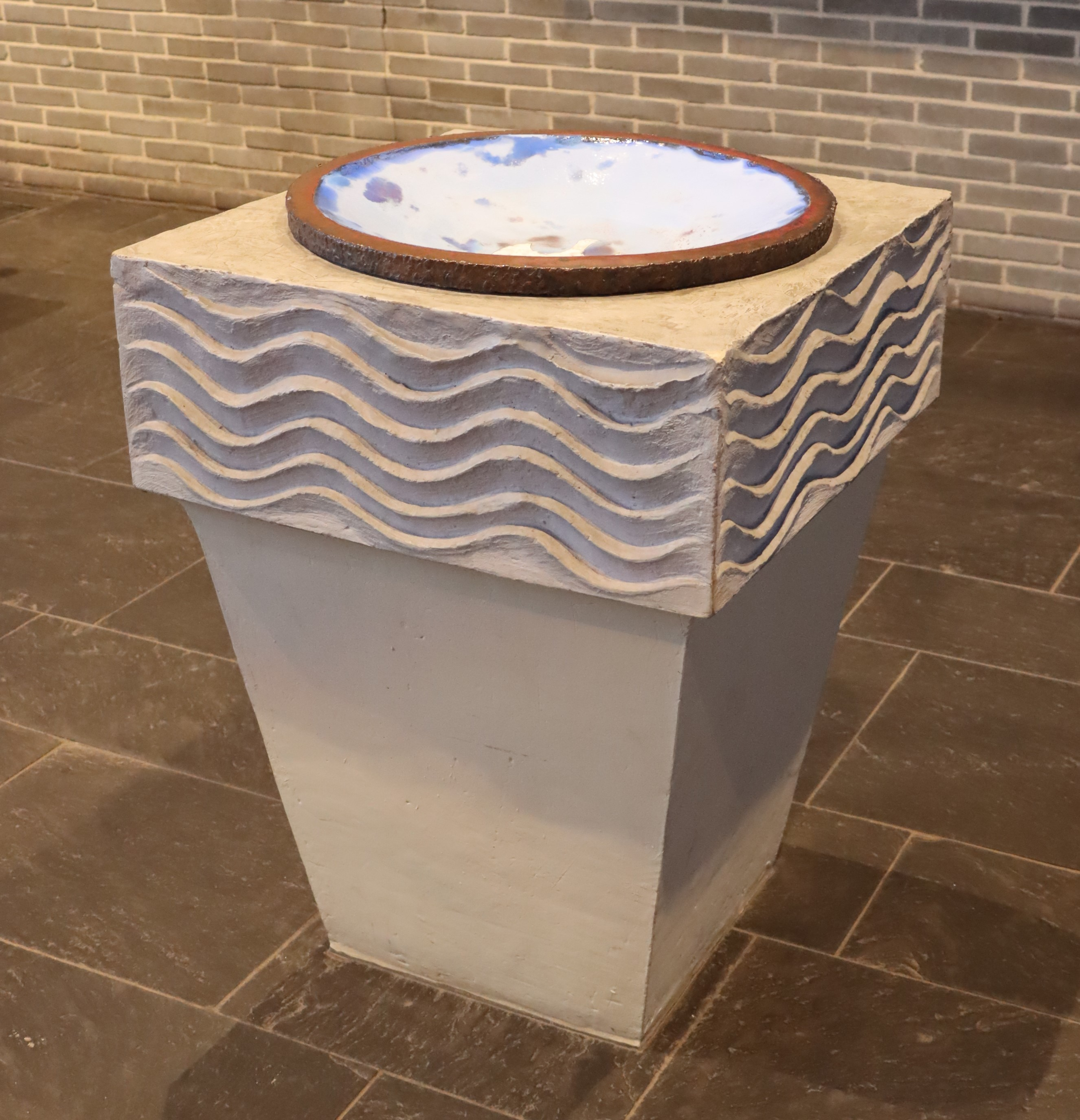
Taufstein
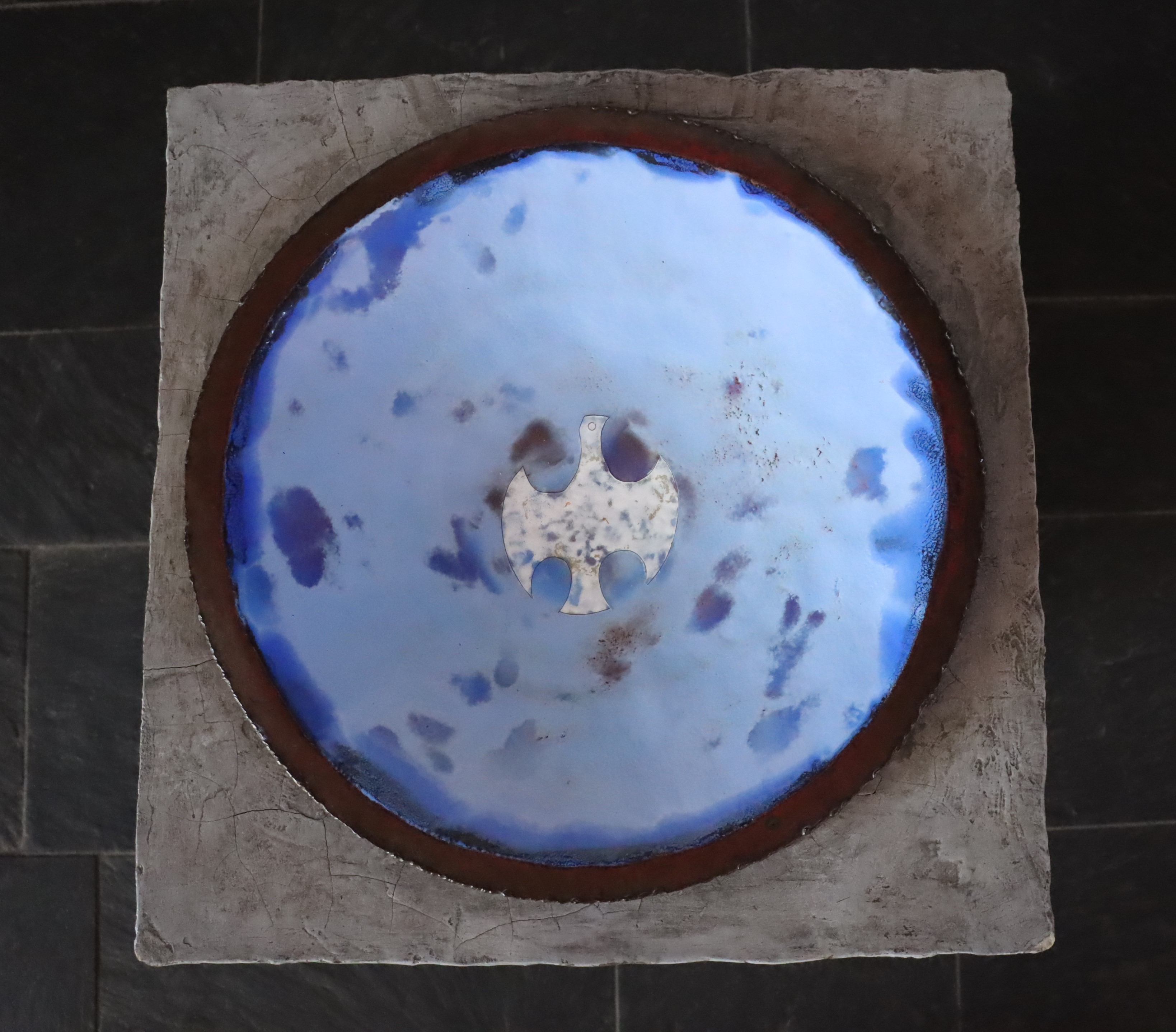
Taufschale

Die aus Naturbeton gegossene Kanzel hat die Form eines Brotes und soll an das Brot des Lebens erinnern. Die Struktur der Kanzel ist von kleinen Kreuzen geziert. Diese stellen Ritzen eines Brotlaibs dar.
Der aus Sichtbeton geformte Taufstein verfügt über eine eckige konische Form, die sich nach oben hin ausweitet. Der obere Bereich ist mit Wellenlinien versehen, welche „das lebendige Wasser symbolisieren, das Christus den Menschen verspricht“. Zudem spielt die Wassersymbolik auf die Taufe Jesu im Jordan an.
Die Taufschale ist aus Kupfer gefertigt und mit blauer und weißer Emaille beschichtet. Sie zeigt in ihrer Mitte eine Taube als Symbol für den Heiligen Geist, der auf die Getauften herabkommen soll. Die blaue Farbe, die das Symbol der Taube umgibt, symbolisiert die Farbe des Wassers und des Himmels als Zeichen für die Gegenwart Gottes.

### Brüstungswand vor der Empore

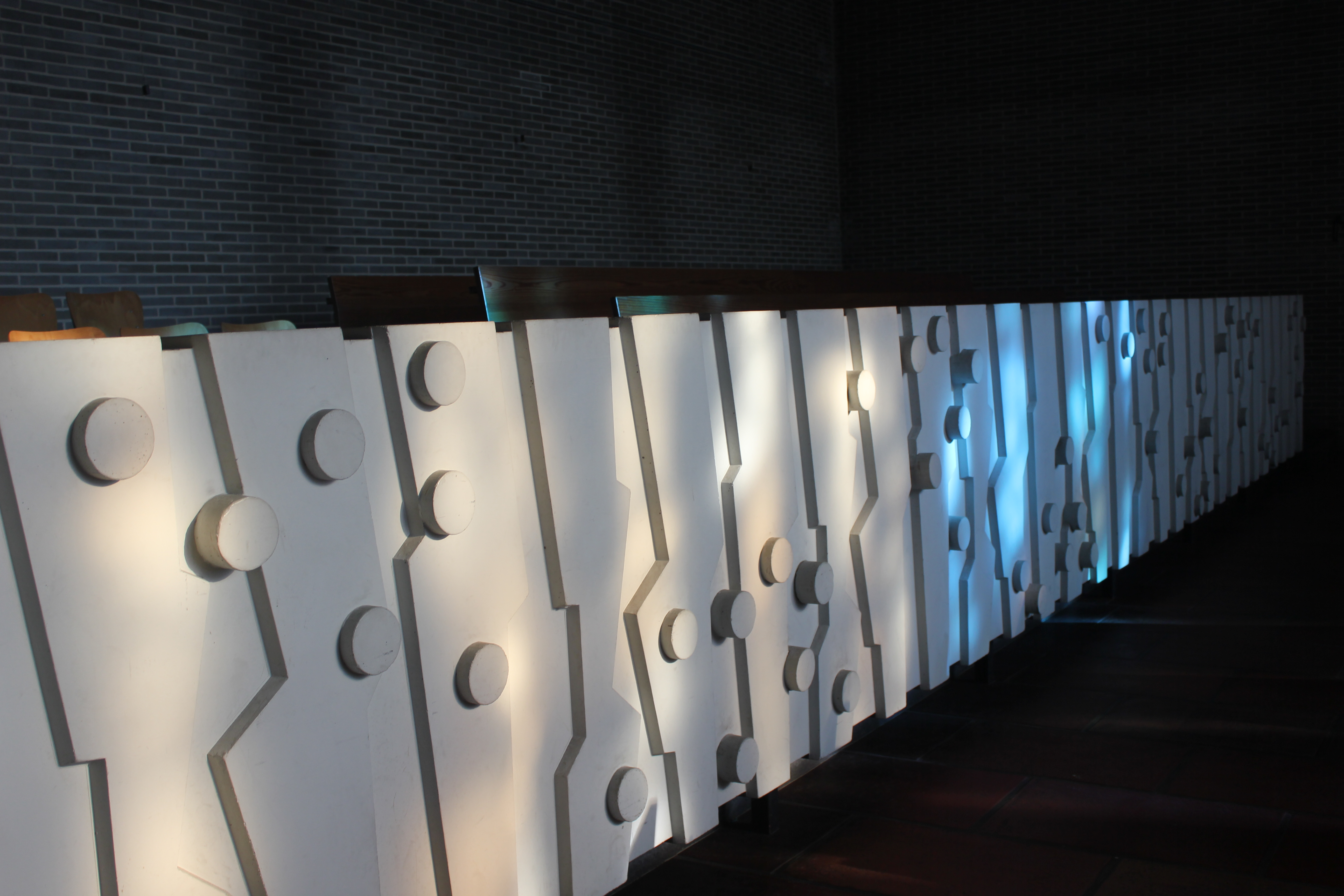
Brüstungswand

Die langgestreckte Brüstungswand vor der Empore ist aus Naturbeton gegossen und verkörpert in Form von stilisierten Weinstöcken die Worte Jesu „Ich bin der Weinstock, ihr seid die Reben“ aus dem Gleichnis Der Weinstock. Dabei symbolisieren die einzelnen kreisrunden Scheiben auf der Brüstungswand die Früchte des Weinstockes, in denen sich die einzelnen Gemeindemitglieder wiedererkennen sollen. Neben den Scheiben sind Weinstöcke dargestellt, die eine Verbindung zu den einzelnen abgebildeten Reben schaffen.

### Stille Ecke

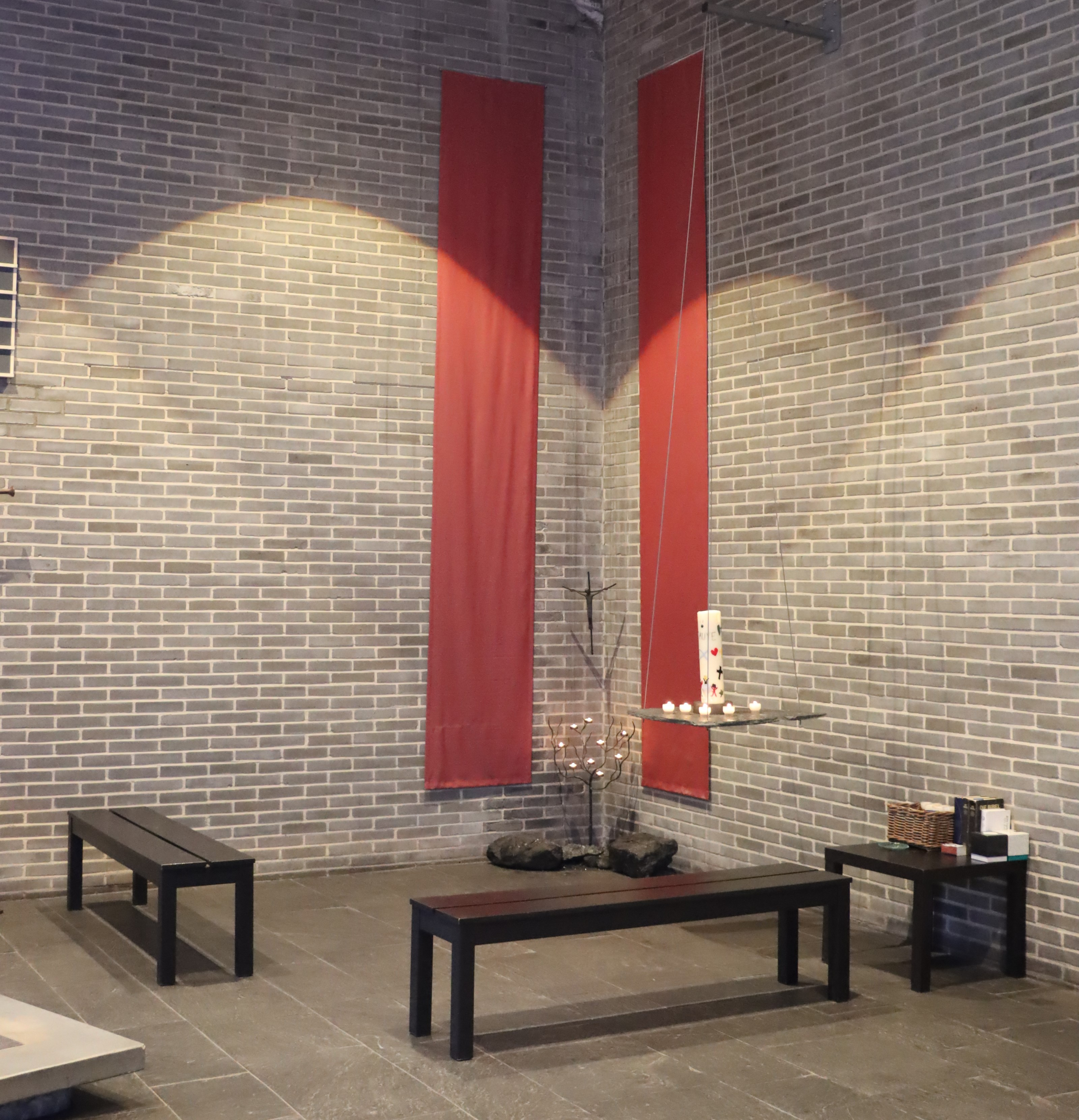
Stille Ecke

In der südwestlich gelegenen Ecke des Kirchraumes ist ein Bereich eingerichtet worden, der als Ort des persönlichen Gebets und als Rückzugsort vom Alltagslärm dienen soll. Hier befinden sich ein an die Wand angebrachtes Kruzifix sowie darunter ein Kerzenleuchter, der von seiner Form an den brennenden Dornbusch erinnert, in welchem Gott Mose erschienen ist, um den Auszug des Volkes Israels aus Ägypten einzuleiten.
Unter dem Kerzenleuchter liegen Kohlestücke, die Pfarrer Dietrich Erdmann von einem seiner Besuche unter Tage mitgebracht hatte. Rechts daneben befindet sich eine Schieferplatte, an der den Besuchenden die Möglichkeit geboten wird, Kerzen anzuzünden.

### Kirchenfenster
Rudolf Vombek gestaltete die Kirchenfenster zu dem ihm vorgegebenen Thema „Ungegenständliche Gestaltung des ,Credo‘“. Sie sollten nach der Vorgabe die Trinität Gottes behandeln. Vombek möchte mit den von ihm gestalteten Kirchenfenstern zum einen das Böse abbilden, das den Menschen stets erneut in den Konflikt treibt, und zum anderen im Kontrast hierzu das befreiende, Erlösung schenkende Licht Gottes, welches in die Kirche hineinscheint und von oben einflutet. Für die Darstellung dieses Konfliktes befinden sich auf der linken und rechten Seite der linken großflächigen Fensterwand dunkelblaue Splitter, die durch den mittig angeordneten dominierenden weißen Bereich des Fensters nach außen gesprengt werden. Der helle Keil im Zentrum des Fensters soll die dargestellte Finsternis sprengen. Die in hellem Sonnenlicht dominierende linke Fensterwand findet ihren Kontrast in dem sich auf der rechten Wand befindlichen, über der Empore angeordneten schmalen Glasband, für das Vombek fünf Entwürfe vorgelegt hatte.
Die beiden aus Blei hergestellten Kirchenfenster werden durch weiße Stahlbetonstützen in 17 unterschiedlich breite vertikale Streifen unterteilt. Umgesetzt wurde der Entwurf Vombeks durch die Kunstglaserei Haspe.

## Orgel

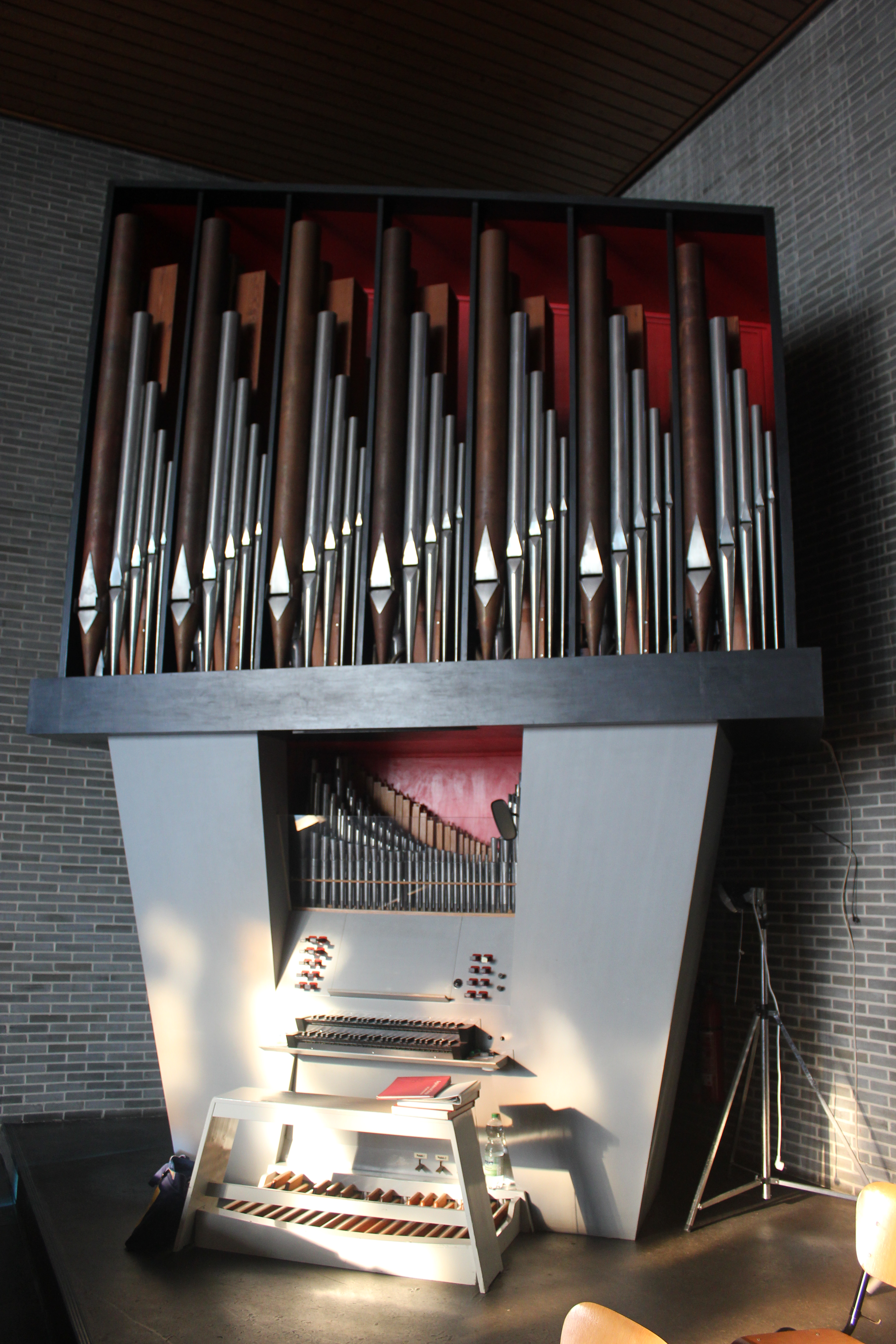
Orgel

Anfangs verfügte die Auferstehungskirche nur über ein kleines provisorisches Orgelinstrument (Positiv) mit fünf Registern. Erst im Sonntagsgottesdienst am 12. Juli 1970 wurde die für die Auferstehungskirche gebaute Orgel von Pfarrer Paul Herbers eingeweiht, auf dessen Initiative das Instrument gebaut worden war. Die Finanzierung erfolgte durch einen hierfür gegründeten Orgelbauverein vollständig aus Spenden der Gemeinde.
Die Orgel wurde vom holländischen Orgelbaumeister Gerard Albert Cornelius de Graaf (1928–2013) aus Amsterdam 1970 erbaut. Es handelt sich um eine nach barocken Klangvorbildern gebaute Orgel mit vollmechanischen Schleifladen, zwei Manualen (Haupt- und Oberwerk) und einem Pedalwerk. Sie verfügt über insgesamt 1.462 Orgelpfeifen und 17 Register. Die Orgel hat eine mechanische Traktur. De Graaf hat mit der Orgel der Auferstehungskirche erstmals Elemente des Brabanter Orgelbaus im Ruhrgebiet eingeführt. Im Frühjahr 2000 wurde die Orgel umfassend durch die Firma Gebr. Stockmann Orgelbau renoviert.
Das Instrument hat folgende Disposition:
| Hauptwerk  |    |
| Prinzipal  | 8′ |
| Rohrflöte  | 8′ |
| Oktave     | 4′ |
| Rohrflöte  | 4′ |
| Quintade   | 4′ |
| Mixtur 4f. |    |
| Gemshorn   | 2′ |

| Oberwerk         | Oberwerk |
| ---------------- | -------- |
| Holz gedeckt     | 8′       |
| Prinzipal        | 2′       |
| Koppelflöte      | 4′       |
| Zimbel           | 2f.      |
| Nasard           | 1 ⁄3′    |
| Sesquialtera 2f. |          |
| Trompetenregal   | 8′       |
| Tremulant        |          |

| Pedal     |         |
| Subbass   | 16′     |
| Nachthorn | 08′     |
| Pfiffaro  | 4′ + 2′ |
| Fagott    | 16′     |

## Glocken
Im Glockenturm befinden sich fünf Glocken aus Bronzeguss. Sie stammen aus der Gießerei Petit & Gebr. Edelbrock in Gescher bei Coesfeld. Die Glocken tragen die Namen „Friede“ (18 Zentner), „Wahrheit“ (16 Zentner), „Licht“ (14 Zentner), „Gnade“ (10 Zentner) und „Leben“ (9 Zentner). Die Namen der Glocken sind auf den einzelnen Glocken eingeprägt.
Am 29. Juli 1964 wurden die Glocken in den Turm der Auferstehungskirche hinaufgezogen, nachdem der damalige Pfarrer Herbers traditionsgemäß die schwerste Glocke dreimal angeschlagen hatte. Am 31. Juli 1964 wurden die Glocken im Kirchturm aufgehängt, bevor sie am 3. August 1964 an die elektrische Läutmaschine angeschlossen wurden. Bis zum Kirchweihfest am 29. November 1964 schwiegen die Glocken vorerst.
Die Glocken haben folgende Tonverteilung:
| Glocke Nr. | Ton   |
| ---------- | ----- |
| 1.         | fis′  |
| 2.         | a′    |
| 3.         | h′    |
| 4.         | cis′' |
| 5.         | d′′   |

## Gemeindeleben
Das Gemeindeleben der Auferstehungskirche wird durch diverse regelmäßig stattfindende Kreise und unterschiedliche Veranstaltungen ganzjährig geprägt. Hierzu gehören mehrere Hauskreise, ein Chor, ein Frauenkreis und ein Männerkreis, ein Seniorenkreis. sowie eine Krabbelgruppe. Neben den regulären Gottesdiensten werden jedes Jahr ca. zwei bis sechs sogenannte „Go West-Gottesdienste“ veranstaltet. Diese finden an dem jeweiligen Sonntag anstelle des regulären Gottesdienstes statt. Sie zeichnen sich durch eine moderne und freiere Form, musikalische Gestaltung durch eine Band und schauspielerische Elemente aus. Den Gottesdienstbesuchenden wird während des Gottesdienstes die Gelegenheit gegeben, Fragen an den Prediger zu stellen und persönliche Gebetsanliegen zu formulieren. Der Go West-Gottesdienst schließt mit einem gemeinsamen Mittagessen.